# Toutânkhamon
Pour les articles homonymes, voir Toutânkhamon (homonymie).
Toutânkhamon, né vers 1345 av. J.-C. et mort vers 1327, est le onzième pharaon de la XVIIIe dynastie (Nouvel Empire). Selon les dernières études génétiques, il est le fils d'Akhenaton et de la propre sœur de ce dernier, dont l'identité est inconnue, désignée comme Younger Lady, dont la momie est répertoriée KV35YL. Manéthon l'appelle Chebres.
La raison pour laquelle il ne succède pas directement à son père est inconnue. Peut-être est-ce à cause de son trop jeune âge, environ neuf ans (voire : cinq ou six ans). Il règne dans une période de troubles, de remise en question religieuse, de bouleversement des valeurs traditionnelles et de risque de guerre avec les Hittites. Il vit jusqu'à l'âge de dix-huit ou dix-neuf ans (certains spécialistes comme Marc Gabolde et Edward Frank Wente disent vingt ans). Son règne se place entre les années 1336/1335 et 1327 av. J.-C..
De son temps, Toutânkhamon n'était pas considéré comme un grand pharaon, en raison de son court règne. Il doit sa célébrité à la découverte de sa sépulture par l'archéologue britannique Howard Carter le 4 novembre 1922 et au fabuleux trésor qu'elle recèle. La notoriété de la découverte augmenta grâce à une légende reprise par la presse de l'époque et faisant état d'une malédiction du pharaon.

## Généalogie

### Famille

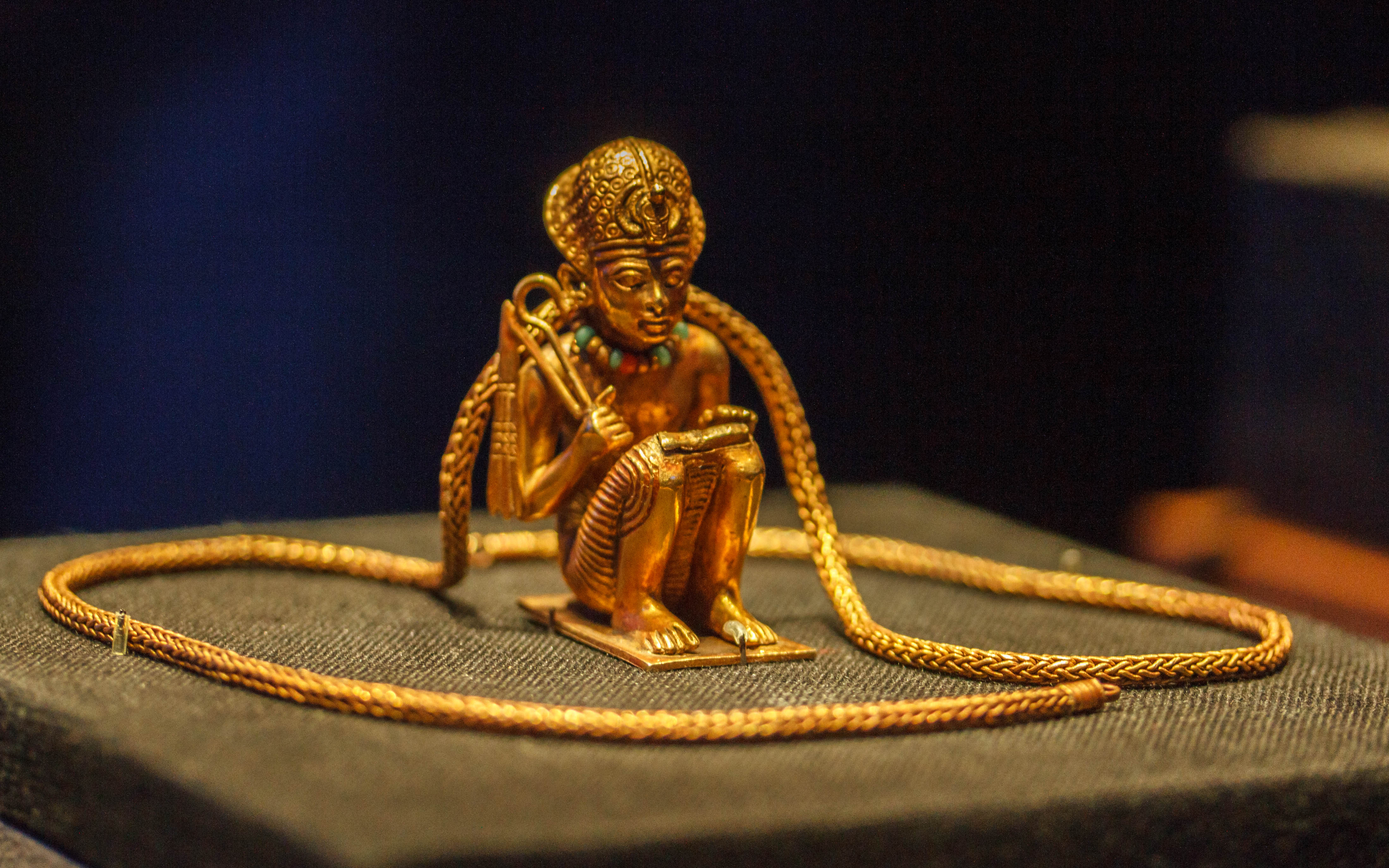
Figurine prosternée d'Amenhotep III, trésor de Toutânkhamon

Toutânkhamon naît en l'an XII du règne d'Akhenaton, à Thèbes ou à Akhetaton, où il grandit dans le cercle de la famille royale. Son nom de naissance, Toutânkhaton, signifie « Image vivante d'Aton », c'est-à-dire la réincarnation terrestre du dieu.
Selon une étude de l'ADN des momies royales, menée en 2010 par le Conseil suprême des Antiquités égyptiennes, les deux parents de Toutânkhamon sont frère et sœur. Ils sont les enfants du pharaon Amenhotep III et de la reine Tiyi. Le père de Toutânkhamon est identifié comme étant la momie trouvée dans la tombe KV55, dont certains égyptologues comme Zahi Hawass pensent qu'il s'agit d'Akhenaton. La momie de sa mère a été trouvée dans la tombe KV35. Elle a été surnommée la Younger Lady (« la dame plus jeune ») car elle n'est pas formellement identifiée. Les seules sœurs connues d'Akhenaton sont Satamon, Iset, Henouttaneb et Nebetâh. Les trois premières ayant épousé leur père, Amenhotep III, Nebetâh serait peut-être la Younger Lady, et donc la mère de Toutânkhamon qui aurait épousé son frère Akhenaton,.
Selon Marc Gabolde, vu l'appauvrissement du patrimoine génétique de la famille royale par la pratique de mariages consanguins, il est fort possible que la momie Younger Lady soit en fait celle de Néfertiti, cousine germaine d'Akhenaton par ascendance paternelle et maternelle.

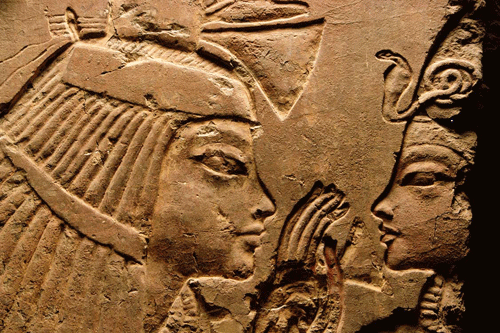
Maïa et Toutânkhamon.

Après sa naissance, il est éduqué par la « nourrice royale » Maïa (ou Maya), « celle qui a nourri le corps du dieu », dont la tombe a été trouvée par Alain-Pierre Zivie à Saqqarah,. Son éducation se poursuit sous l'autorité d'un précepteur, le « divin père » Sennedjem, dont la tombe a été trouvée à Akhmîm, en Haute-Égypte, par une mission australienne sous la direction de Boyo Ockinga.
Toutânkhamon a emporté dans sa tombe ses fournitures de petit écolier : une palette de scribe en ivoire à son nom, dans laquelle subsistent des pains d'encre rouge et noir-bleu ainsi que sept calames permettant d'écrire ; un étui à calames en bois plaqué d'or et incrusté de cornaline, d'obsidienne et de pâtes de verre colorées dont le couvercle est en ivoire ; un lissoir permettant de rendre son intégrité au papyrus après en avoir gommé les erreurs. L'entraînement physique, comme le tir à l'arc, la course en char, la chasse dans le désert, fait également partie de son éducation.
Il est élevé dans le culte du dieu unique Aton.
Il accède au trône vers 1335 avant notre ère, à l'âge de neuf ou dix ans. Il épouse alors sa sœur Ânkhésenamon.
Il est le père de deux filles mort-nées qui n'ont pas de nom, car les inscriptions du cercueil les appellent seulement l'Osiris (le défunt), elles sont donc connus par les numéros 317a et 317b attribués par Carter lors de ses fouilles,. L'examen tomodensitométrique de leurs momies réalisé en 2011 a révélé qu'un des fœtus est mort à cinq ou six mois de grossesse, l'autre à neuf mois de grossesse. Aucune anomalie congénitale ou autre cause de leur mort n'ont été trouvées.

### Titulature

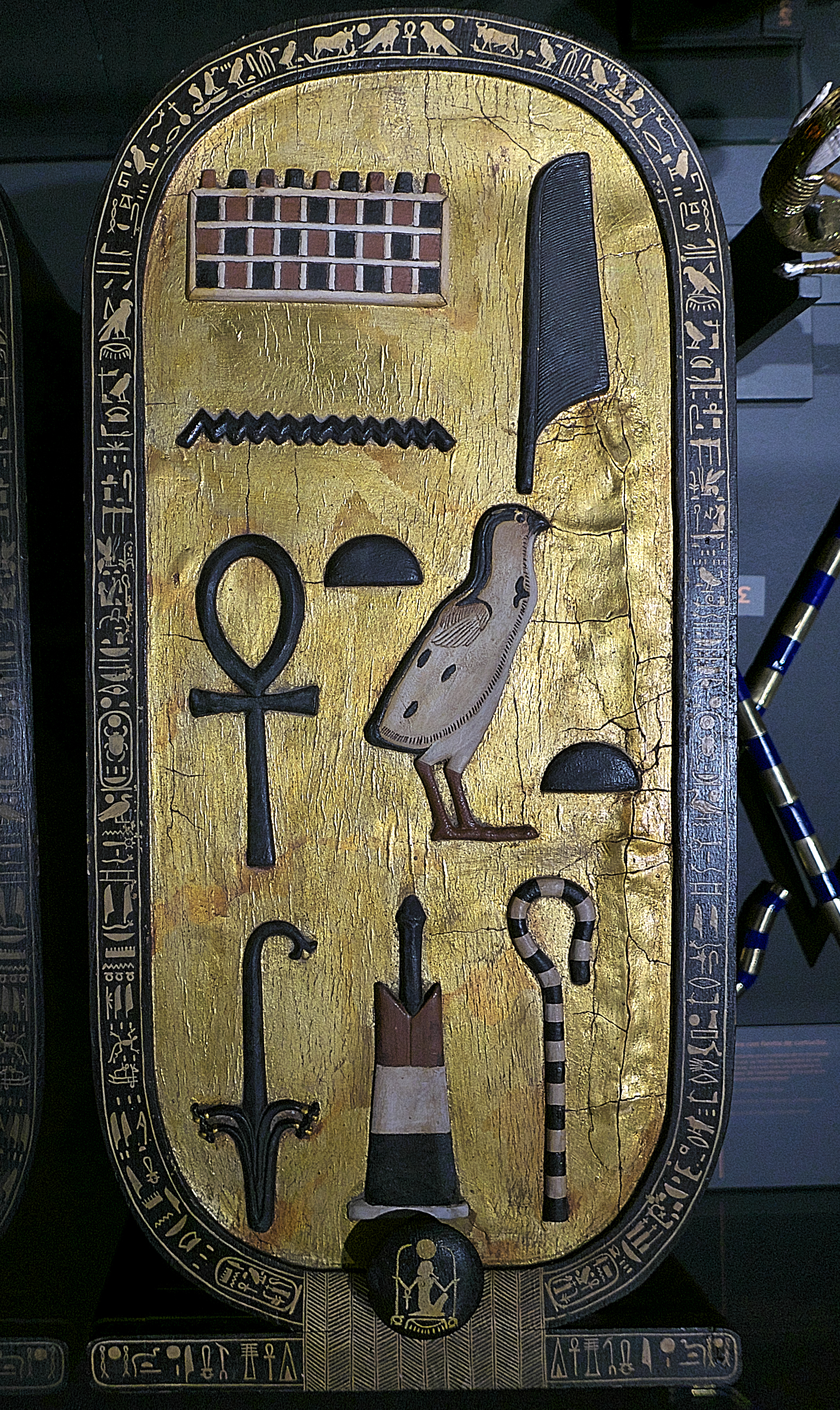
Nom de Sa-Rê de Toutânkhamon sur un coffre en bois de sa tombe.

À gauche : le nom de Sa-rê, à droite le nom de Nesout-bity, nom de couronnement.

Chaque pharaon avait plusieurs noms, de famille, d'enfance, religieux, de couronnement. Le cas de Toutânkhamon est complexe, puisque sous le règne d'Akhenaton il a été d'abord Toutânkhaton avant le rétablissement du culte d'Amon. Les cartouches les plus fréquemment représentés sur les objets lui ayant appartenu sont le 4e nom : titre de fils de Rê : T-ou-t-ankh-Imen heqa-Iunu-shema (l'image vivante d'Amon, seigneur de l'Héliopolis de Haute-Égypte) et le 5e nom, le plus connu visuellement : le titre de roi de Haute et Basse-Égypte : Neb-Kheperou-Rê (Rê est le maître des transformations).
Voir ci-dessous une description détaillée des titulatures royales en général et celle de Toutânkhamon en particulier :

### Études génétiques

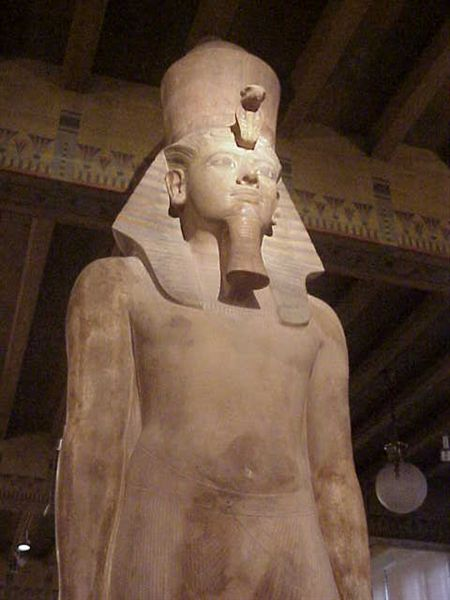
Colosse de Toutânkhamon. Musée de l'Institut oriental de Chicago.

Entre septembre 2007 et octobre 2009, le King Tutankhamun Family Project Mummies a conduit des études anthropologiques, radiologiques et génétiques sur onze momies royales du Nouvel Empire, appartenant au lignage de Toutânkhamon. Ces études visaient à déterminer leurs liens de parenté et les pathologies liées à la consanguinité, aux maladies héréditaires ou infectieuses, mais également les causes de leur mort. Cinq autres momies datant de la même époque ont été incluses dans l'étude afin de servir de référence,.

#### Lignage
L'analyse génétique a permis de reconstituer l'arbre généalogique de Toutânkhamon sur cinq générations. Toutefois, sur les onze momies étudiées, seule l'identité de quatre d'entre elles est certaine : Touya, Youya, Amenhotep III et Toutânkhamon,.
Youya et Touya sont ses arrière-grands-parents, les parents de sa grand-mère.
Amenhotep III et la momie KV35EL sont ses grands-parents. La momie KV35EL est probablement Tiyi.
La momie KV35YL est identifiée comme étant la mère du jeune roi.
Selon Zahi Hawass, responsable avant 2011 des antiquités égyptiennes au Musée du Caire, et dont les travaux sont parus dans le Journal of the American Medical Association (JAMA) du 17 février 2010, la mère du pharaon serait la sœur de son père.
La momie trouvée dans la tombe KV55 est celle de son père. Cette momie est très probablement Akhenaton. Les deux momies partagent plusieurs caractéristiques morphologiques uniques et ont le même groupe sanguin.
Les deux fœtus trouvés dans la tombe de Toutânkhamon sont bien les filles du pharaon. Leur mère pourrait être la momie KV21A. Les données ne sont pas suffisantes pour identifier celle-ci comme Ânkhésenamon.

#### Haplogroupes
D'après l'étude de la société iGENEA, Toutânkhamon et sa lignée patrilinéaire appartiendraient à l'haplogroupe R1b du chromosome Y et plus précisément à la branche M269 (seuls 7 % de la population égyptienne actuelle porteraient cet haplogroupe). Découverte confirmée plus tard par Gad et al. (2020), qui précisent qu'il appartenait de même à l'haplogroupe maternel K,,.

## Règne

### Succession

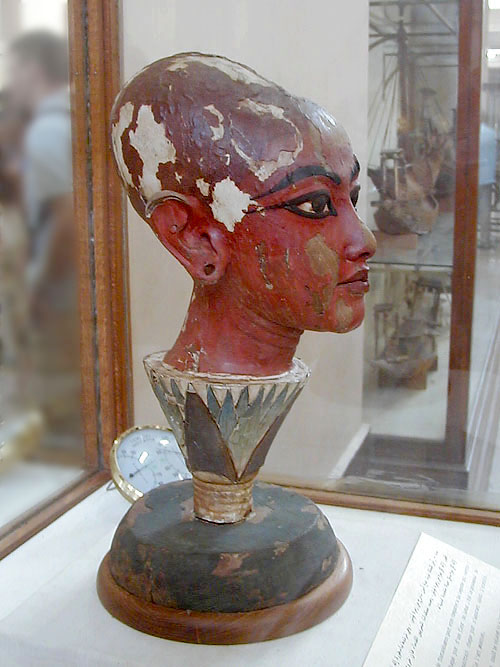
Tête du roi-enfant, assimilé à Néfertoum, émergeant du lotus bleu.

Vers l'an 1338 av. J.-C., Akhenaton meurt. La reine Ânkh-Khéperourê lui succède, connue aujourd'hui comme étant la demi-sœur aînée de Toutânkhaton, Mérytaton. Elle disparaît rapidement pour des raisons inconnues ; bien qu'il ne soit encore qu'un enfant de neuf ans, Toutânkhaton monte sur le trône de la Haute et Basse-Égypte. Il est légitimé en épousant Ânkhésenpaaton, née à la fin de l’an VII d'Akhenaton, la troisième fille de Néfertiti et d'Akhenaton, qui devient son épouse royale après le changement de son nom en Ânkhésenamon.
Compte tenu de son âge, le roi a probablement des conseillers puissants, en particulier, le « divin père » Aÿ et le général Horemheb.
Comme il est trop jeune pour régner, c'est probablement eux qui exercent le véritable pouvoir administratif et militaire.
Horemheb rapporte que le roi l'a nommé « député du roi sur toute la terre », soit porte-parole du roi en Égypte et dans toutes les terres étrangères. Il rapporte aussi qu'il est habile à calmer le jeune roi lorsque celui-ci s'emporte.

### Politique intérieure
Dans la troisième année de son règne, Toutânkhaton se détourne de certains des changements apportés par Akhenaton.
Il délaisse le culte d'Aton et restaure la suprématie du dieu Amon. Le bannissement d'Amon est levé et les privilèges traditionnels sont rendus au Grand prêtre d'Amon et à son clergé. Il change d'ailleurs son nom en Toutânkhamon « Image vivante d'Amon » afin d'affermir la restauration du dieu, tandis que son épouse devient Ânkhésenamon, comme l'indique la stèle de restauration du culte d'Amon retrouvée dans le temple de Karnak.
Amarna, la ville d'Akhetaton, est abandonnée et la capitale est déplacée à Thèbes.
Le roi entreprend la construction de nouveaux bâtiments, en particulier à Thèbes et à Karnak où il consacre un temple à Amon. De nombreux monuments sont érigés et une inscription sur la porte de sa tombe déclare que le roi « a passé sa vie à façonner des images des dieux ».

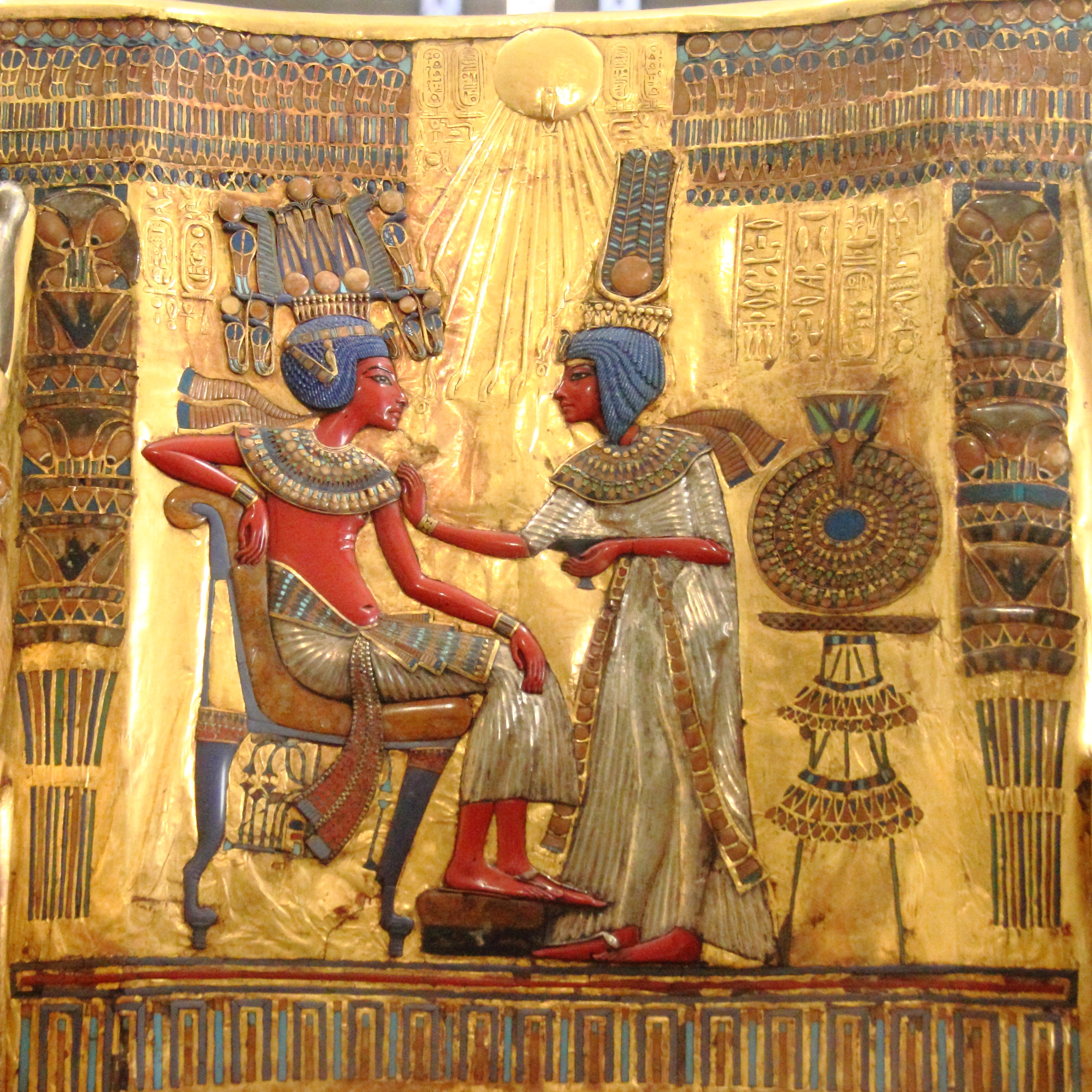
Le disque solaire Aton tend la croix de vie à pharaon et à son épouse.

Les fêtes traditionnelles sont célébrées à nouveau, en particulier celles consacrées au dieu Apis, ainsi que la belle fête d'Opet. Sa stèle de restauration indique : « les temples des dieux et déesses étaient en ruine. Leurs hauts lieux étaient désertés et envahis de mauvaises herbes. Leurs sanctuaires n'avaient plus d'existence et leurs cours servaient de route... Les dieux ont tourné le dos à ce pays... Si quelqu'un adresse une prière à un dieu, il n'aura jamais de réponse. ».
Il ne semble pas que le couple royal ait abandonné totalement la religion atonienne, comme en témoigne le trône qui donne à voir, dans un cartouche ciselé sur un accoudoir, le disque solaire Aton tendre la croix de vie au pharaon et à sa femme.

### Politique extérieure

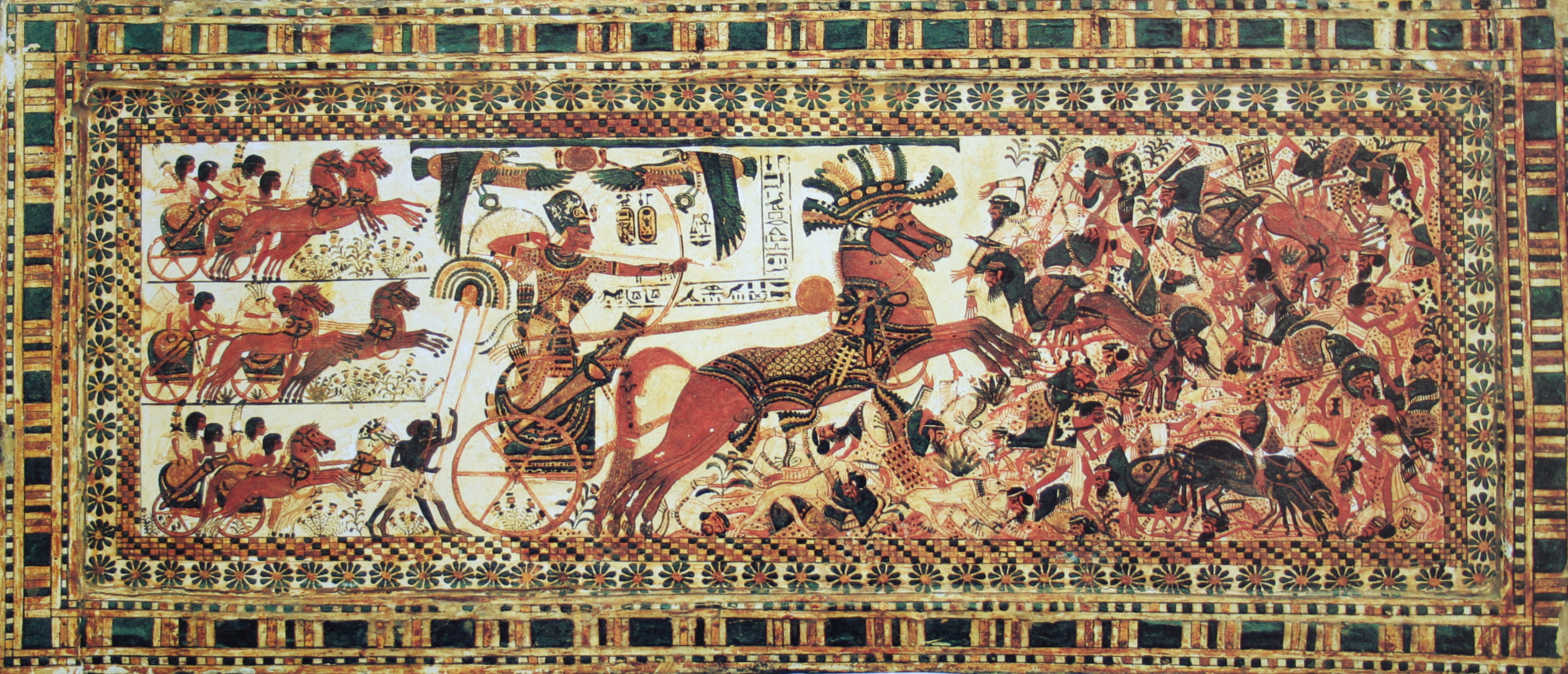
Coffre du tombeau de Toutânkhamon : bataille de Toutânkhamon contre les Asiatiques.

À la suite du règne d'Akhenaton, le pays est faible et instable. Les relations diplomatiques avec les autres royaumes ont été négligées et Toutânkhamon s'emploie à les restaurer, en particulier avec le Mittani. Les cadeaux trouvés dans sa tombe, provenant de divers pays, semblent prouver son succès.
Malgré ses efforts pour améliorer les relations, des batailles avec les Nubiens et les Asii sont rapportées dans son temple funéraire à Thèbes.
Sa tombe contient une armure et des tabourets pliants pouvant servir lors de campagnes militaires. Toutefois, compte tenu de son jeune âge et de handicaps physiques qui nécessitent l'usage de cannes pour marcher, les historiens supposent qu'il n'a pas personnellement participé à des batailles,.

### Les monuments
Décrit comme le « souverain qui restaure », Toutânkhamon fait ériger des constructions et œuvre à la restauration des sanctuaires abandonnés pendant le règne d'Akhenaton,. Victime d'une damnatio memoriæ de la part de ses successeurs qui effacent de l'histoire officielle tous les règnes entre Amenhotep III et Horemheb, son nom a été martelé et ses monuments usurpés, cette phase devenant particulièrement active sous Ramsès II.

#### La stèle de la Restauration
Une stèle en grès rouge, haute de 2,50 m et large de 1,29 m, a été trouvée en juillet 1905 par Georges Legrain à Karnak dans la grande salle hypostyle. Le long texte d'une trentaine de lignes qu'elle porte déplore l'état des sanctuaires des dieux. Puis il décrit les efforts de Toutânkhamon pour restaurer les temples et de nommer les nouveaux prêtres chargés de les servir,.
Ce texte est un document important du début du règne de Toutânkhamon, qui marque le retour à l'orthodoxie antérieure à Akhenaton. Il a probablement été initié par Aÿ, que Marc Gabolde identifie au personnage martelé apparaissant derrière le roi. La stèle a également été martelée pour substituer le nom de Horemheb à celui de Toutânkhamon.

#### La colonnade de Louxor

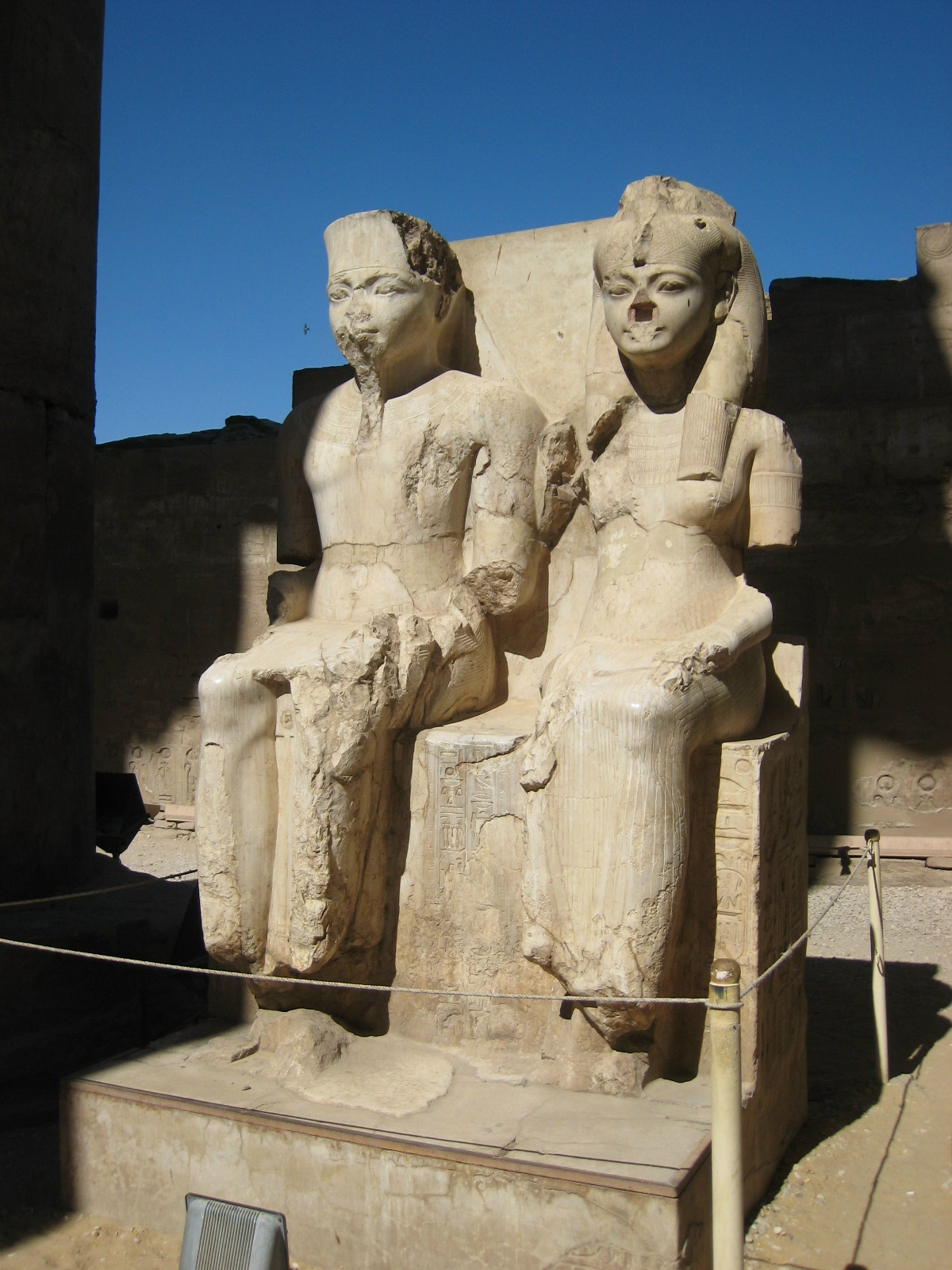
Statues représentant le jeune Toutânkhamon et son épouse Ânkhesenamon, — Temple d'Amon (Louxor).

La colonnade du temple d'Amon, composée de colonnes papyriformes à chapiteaux ouverts, a été érigée par Amenhotep III.
Le temple, délaissé durant la réforme religieuse du pharaon Akhenaton, est restauré par Toutânkhamon, qui construit des parois latérales à la colonnade et les fait orner de scènes de la fête d'Opet.
Le mur ouest évoque le défilé, partant de Karnak jusqu'au temple d'Amon à Louxor. Toutânkhamon y célèbre le culte dans le temple en offrant des fleurs et des libations à Amon. Puis, accompagné par les musiciens, joueurs de trompettes et de tambours et de danseuses, il rejoint le Nil, où la barque sacrée du dieu Amon est entourée par une flottille l'escortant. La foule massée sur les berges l’acclame et l'applaudit.
Le mur est montre le retour de la procession à Karnak, après la fin de la fête.
Une statue représentant Toutânkhamon et son épouse est installée à proximité.

#### Le temple des millions d'années
Aucun temple funéraire de Toutânkhamon, ou « Temple des millions d'années » n'a jamais été identifié. Pourtant, dès son avènement, il a choisi l'emplacement de son temple funéraire, emplacement délimité par les prêtres où le jeune homme a placé des dépôts de fondation dans des emplacements rituels.
Une stèle et une brique crue portant le nom de Toutânkhamon semblent confirmer cette fondation sur la rive gauche du Nil, à Karnak.

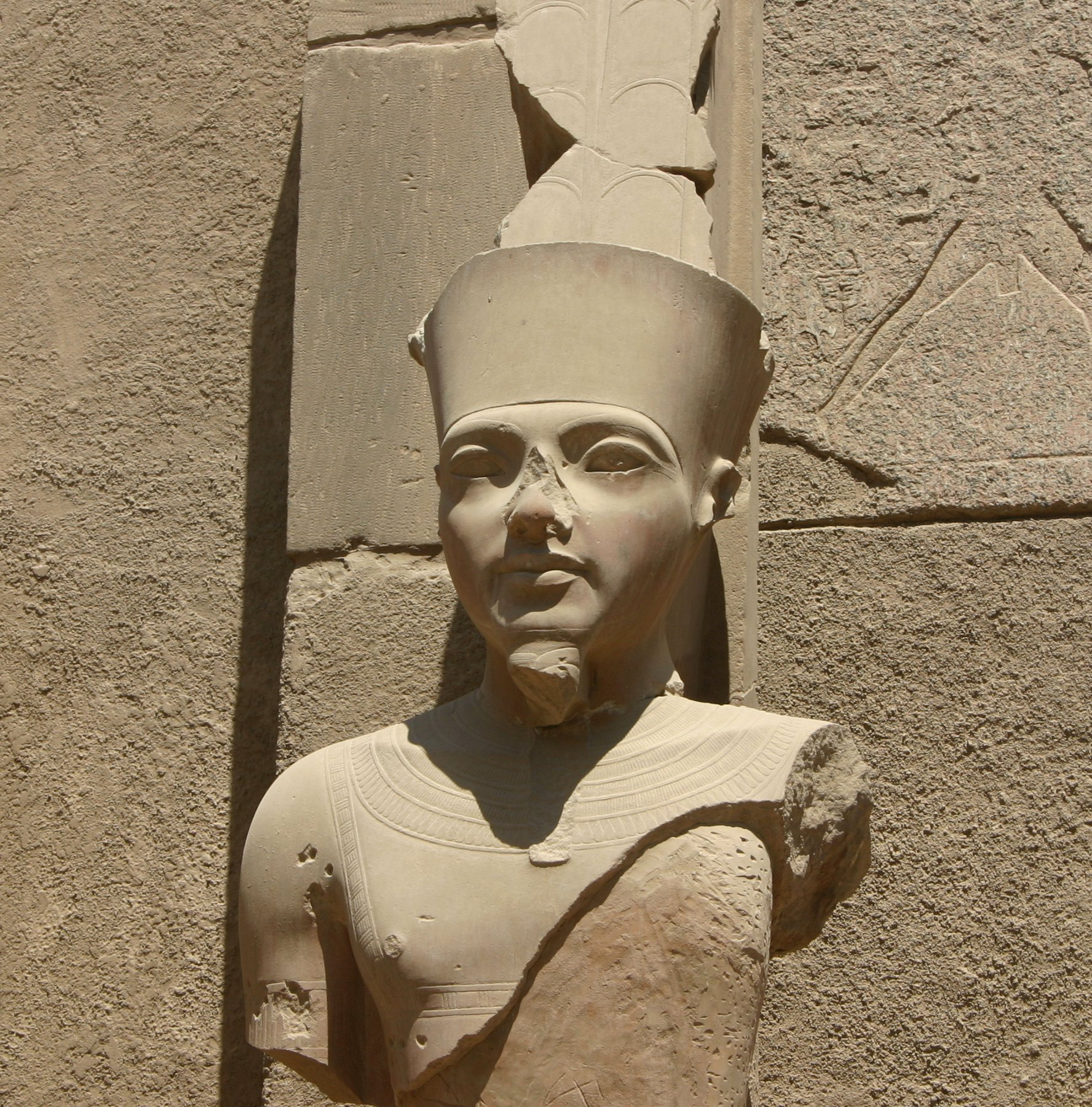
Statue de Toutânkhamon, Karnak.

Lors du vidage du IIe pylône de Karnak, des blocs martelés, composés d'architraves ornées, de piliers et de fragments de parois décorées sur les deux faces, au nom de Aÿ et de Toutânkhamon ont été trouvés.
Les textes de dédicaces indiquent que le monument a été construit par Aÿ en l'honneur de « son fils » Toutânkhamon : Il [Aÿ] a fait comme son mémorial pour son fils, le dieu parfait, seigneur du Double Pays, seigneur qui accomplit les rites, roi de Haute et Basse-Égypte Nebkhéperourê. Les textes précisent également qu'il s'agit d'un temple des millions d'années, d'un reposoir pour la statue lors de la Belle Fête de la Vallée.
Le retour triomphal d'une bataille en Nubie, d'une bataille en Asie, des chasses dans le désert, des rituels liés aux statues de Toutânkhamon décorent les blocs.
Le nom de Aÿ, systématiquement effacé, semble indiquer que Horemheb souhaitait, dans un premier temps, usurper le monument avant qu'il ne décide finalement de le démanteler et d'utiliser les blocs en réemploi dans le IIe pylône.

## Pathologie et mort

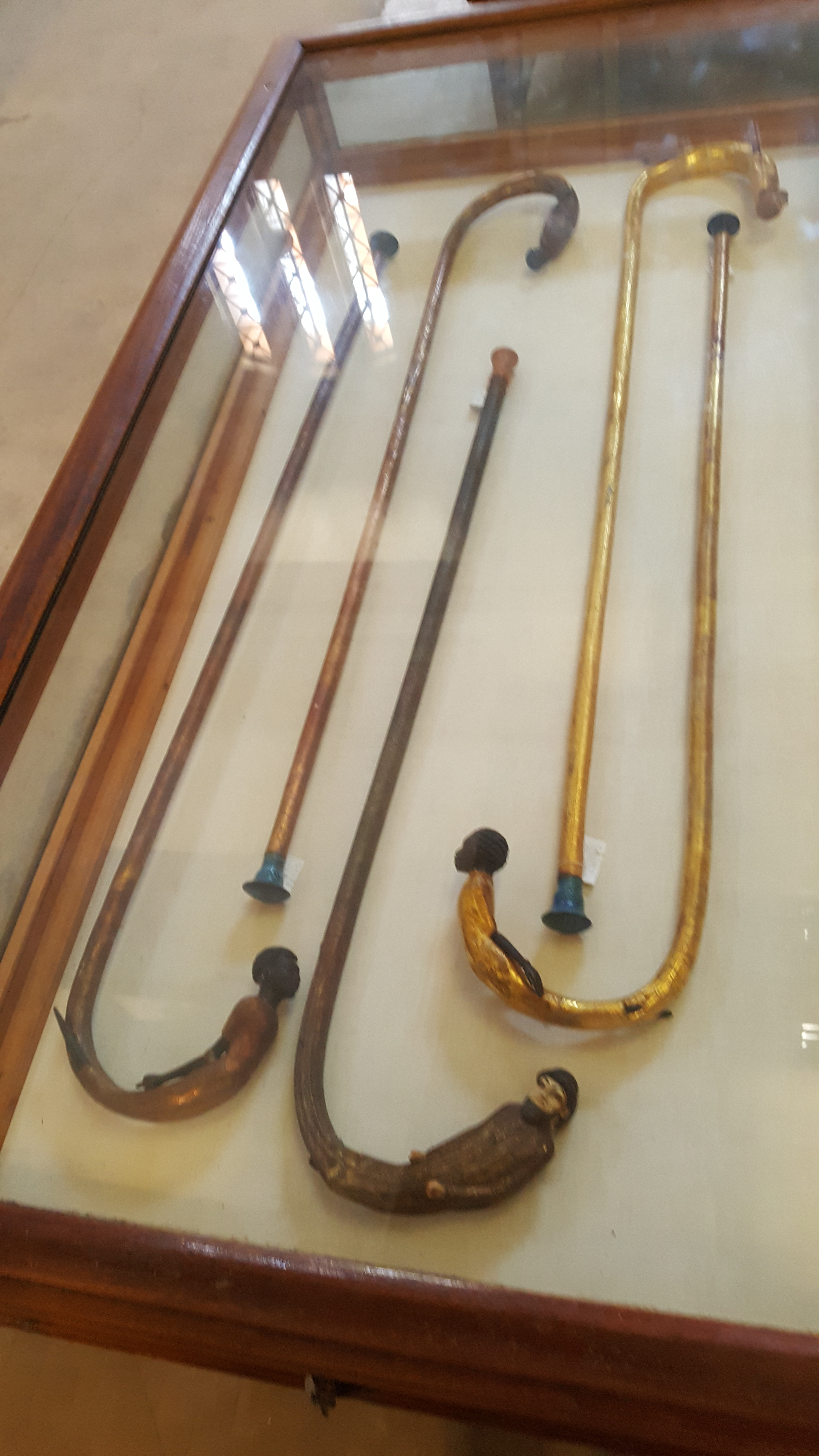
Le tombeau de Toutânkhamon comporte des cannes d'apparat pour les plus ostentatoires (en or, en bois précieux, sculptées ou ornées de pierres ou de nacre), et de marche pour les plus humbles (certaines présentant des marques d'usure).

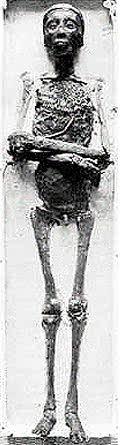
Momie reconstituée de Toutânkhamon, dépouillé de ses bijoux, toujours présente dans son tombeau de la vallée des Rois.

### Pathologies
Les représentations artistiques de Toutânkhamon montrent une très discrète gynécomastie, ou développement excessif des glandes mammaires. Ces représentations témoignent probablement d'un style visant à reproduire un même idéal physique, celui d'Akhenaton. Ainsi, l'étude des momies par le King Tutankhamun Family Project Mummies ne révèle aucune trace de cette anomalie. De même, aucune pathologie en rapport avec une craniosynostose, soudure prématurée de sutures crâniennes, n'a été trouvée. Le syndrome de Marfan n'a été décelé sur aucune momie. La famille de Toutânkhamon présente une accumulation de malformations.
L’égyptologue Marc Gabolde estime que les statuettes représentant le pharaon avec des glandes mammaires développées seraient en fait des représentations de sa sœur Mérytaton. Celle-ci aurait régné peu de temps avant Toutânkhamon, puis aurait été chassée du pouvoir et effacée des annales,. Les statuettes et produits funéraires qui lui étaient initialement destinés auraient été réutilisés pour Toutânkhamon.
Quatre des momies faisant partie de l'étude, y compris Toutânkhamon, sont porteuses de parasites du paludisme (Plasmodium falciparum).
Toutânkhamon lui-même présente plusieurs pathologies, dont la maladie de Köhler, sans qu'aucune d'entre elles n'ait pu entraîner la mort.
Le pied gauche de Toutânkhamon montre des signes de nécrose osseuse sur les deuxième et troisième métatarsiens. Cette maladie de Köhler aurait nécessité l'usage de cannes pour faciliter la marche. Cent trente cannes, sceptres et autres bâtons ont été retrouvés dans la tombe. L'abondance de ces cannes pourrait suggérer cette claudication mais « les textes funéraires égyptiens prescrivent nombre de ces bâtons, à la fois auxiliaires de la marche, marques d'autorité et moyens de défense pour l'au-delà ». Les nombreux pagnes en lin du pharaon qui présentent des traces d'usure plus marquées à droite, et trois représentations de Toutânkhamon tirant à l'arc, assis, vont dans le sens de l'hypothèse d'un handicap avec un pied bot.
D'autres chercheurs ont trouvé, sur les os de ses orteils, des traces caractéristiques de drépanocytose, une maladie touchant 9 à 22 % de la population vivant dans les oasis égyptiennes.

### Cause de la mort
Il n'existe aucun témoignage sur les derniers jours de Toutânkhamon. Les causes de sa mort font l'objet de nombreux débats.
Une première autopsie de la momie est effectuée le 11 novembre 1925, sous la supervision d'Howard Carter. La première radiographie, effectuée en 1968 par le professeur d'anatomie R.G. Harrison de l'université de Liverpool, met en évidence la présence d'un fragment osseux dans la cavité crânienne et une zone amincie de l'os occipital, suggérant une lésion et une hémorragie à l'arrière du crâne. La thèse d'un complot pour le tuer, ourdi par un de ses proches (notamment son successeur Aÿ) est évoquée. Un scanner plus précis réalisé dans le cadre du King Tutankhamun Family Project a réfuté cette hypothèse : le fragment d'os se serait plus probablement détaché lors du processus d'embaumement ou des manipulations lors de l'autopsie de 1925.
Des analyses ADN effectuées en 2010 dévoilent la présence de parasites du paludisme dans son organisme. La combinaison de la malaria et de la maladie de Köhler aurait provoqué sa mort,,.
Un scanner, réalisé en 2005, révèle qu'il a souffert d'une fracture à la jambe gauche peu de temps avant son décès. Cette fracture de l'extrémité inférieure du fémur gauche avec rotule arrachée, manifeste des signes d'infection locale. L'ébauche de cicatrisation indique que le roi n'a survécu qu'un à cinq jours à son accident.
Fin 2013, l'égyptologue Chris Naunton et des scientifiques de l'Institut Cranfield Forensic ont réalisé une « autopsie virtuelle » du roi, révélant des blessures sur un des côtés du corps. Après avoir créé des simulations virtuelles d'accident de char, ils émettent l'hypothèse que Toutânkhamon aurait été renversé par un char lancé à vive allure. Le cœur aurait été écrasé par l'impact.

### Conséquences de sa mort
Un texte hittite rapporte qu'une reine égyptienne veuve supplia le roi hittite Suppiluliuma de lui envoyer un fils pour monter sur le trône. Cette reine, appelée par le récit hittite Dahamunzu, transcription de l'expression égyptienne ta hemet nesou, « épouse du roi », est souvent interprétée comme étant Ânkhésenamon. Il pourrait s'agir de Mérytaton, la concordance entre les chronologies des règnes hittites et égyptiens étant mal établie pour cette période mouvementée. Quoi qu'il en soit, le roi hittite accepta la proposition et envoya le prince Zannanza, lequel n'arriva jamais, manifestement assassiné, peut-être sur ordre de Mérytaton, souhaitant gagner du temps. Cela entraîna les deux pays dans une guerre qui dura plusieurs décennies. Le sort de la veuve demeure inconnu, certains avancent un mariage avec son successeur Aÿ qui succéda au jeune pharaon.

## Sépulture

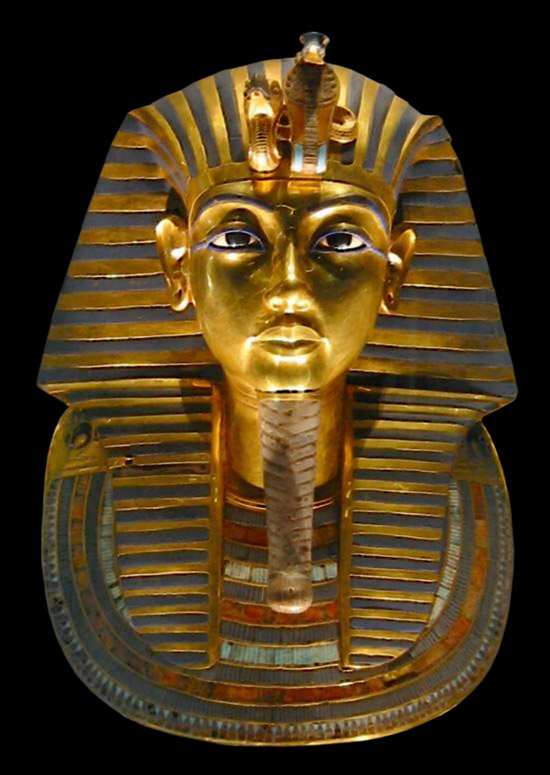
Masque funéraire en or de Toutânkhamon.

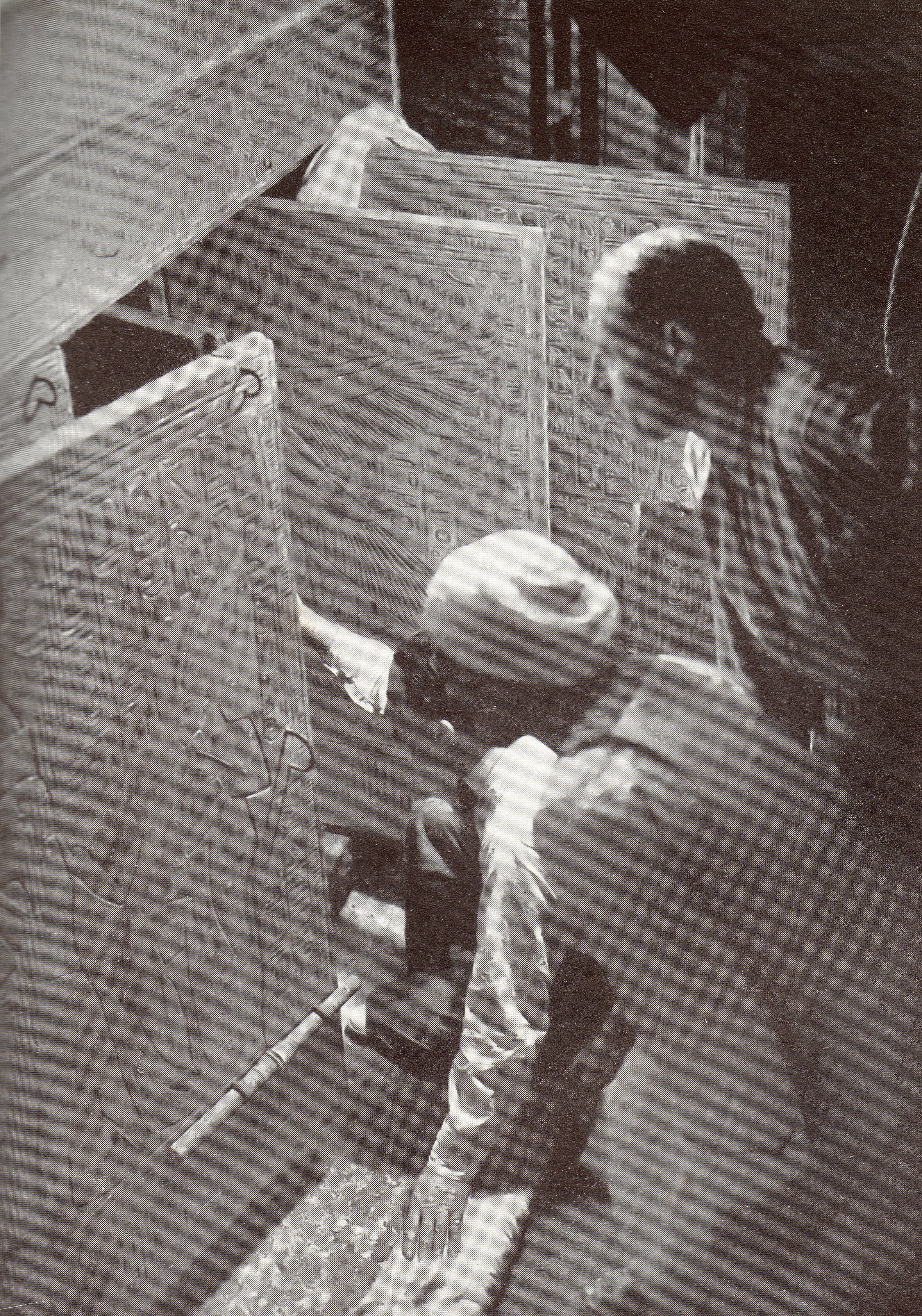
Howard Carter, son mécène Lord Carnarvon et les ouvriers ouvrent les portes de la chambre funéraire (reconstitution faite en 1924 des événements de 1923).

Toutânkhamon n'a pas le temps de faire construire sa demeure d'éternité. Lorsqu'il meurt brusquement, en 1327 av. J.-C., à dix-neuf ans, la tombe initialement prévue pour lui (WV23, utilisée finalement par Aÿ, ou WV24) n'est pas prête.
Pendant les 70 jours prévus pour la momification, les ouvriers préparent une tombe plus modeste, initialement prévue pour celui qui allait devenir son successeur, Aÿ, dont le creusement est plus avancé. Les travaux sont surveillés par le chef des travaux de la nécropole, Maya, dont le présent, en hommage à son souverain, a été retrouvé dans la tombe,.
Au bout de 70 jours, Toutânkhamon est inhumé, selon les rites funéraires royaux, accompagné de ses filles et au milieu de son trésor : masque funéraire en or pur (conservé aujourd'hui au Musée égyptien du Caire), cercueils et sarcophages ornés de pierres précieuses telles que le lapis-lazuli, quadruples vases canopes pour les viscères, mobilier et objets funéraires, jouets et souvenirs du pharaon enfant.
Les fruits et les fleurs (mandragores, bleuets, etc.) déposés dans la tombe permettent de situer les obsèques en mars ou en avril. Le jeune roi serait donc mort en janvier.
La tombe de Toutânkhamon a été visitée deux fois par des pilleurs de tombes. D'après les sceaux posés sur la porte après ces intrusions, il semble que ces vols aient eu lieu peu de temps après l'inhumation.
Finalement, la localisation de la tombe a été oubliée, ensevelie sous les déblais des tombes creusées ultérieurement, puis sous les gravats des inondations successives. Enfin, des cabanes d'ouvriers ont été construites sur son entrée, probablement dans l'ignorance de sa présence.
La vallée des Rois où se trouve le tombeau, pourtant gardée par les Medjaÿ, a fait l'objet de pillages incessants dès l'Antiquité. À la fin de la XXe dynastie, elle est abandonnée. Les momies et les objets de valeur restants sont rassemblés dans deux grandes caches : la cachette de Deir el-Bahari pour quarante des momies royales et leurs cercueils, et l'autre, dans le tombeau d'Amenhotep II pour seize autres. Toutânkhamon n'a pas fait l'objet de ce transfert, probablement parce que son nom et la localisation de sa tombe étaient oubliés.
Le 4 novembre 1922, l'archéologue britannique Howard Carter redécouvre la sépulture dans la vallée des Rois.

### Momie

#### Préparation du corps
Après sa mort, le corps de Toutânkhamon est déposé à « la maison de la vigueur », Per-Nefer. Cet atelier d'embaumement a pour tâche, par ses rites et pratiques, de transformer le cadavre du roi en dieu. Après l'extraction des organes internes, le corps est laissé pendant sept décades dans du natron permettant d'en extraire toute trace d'humidité. Enfin, il est enroulé dans des centaines de mètres de lin.
Pendant ces opérations, des prêtres récitent les prières et formules magiques.

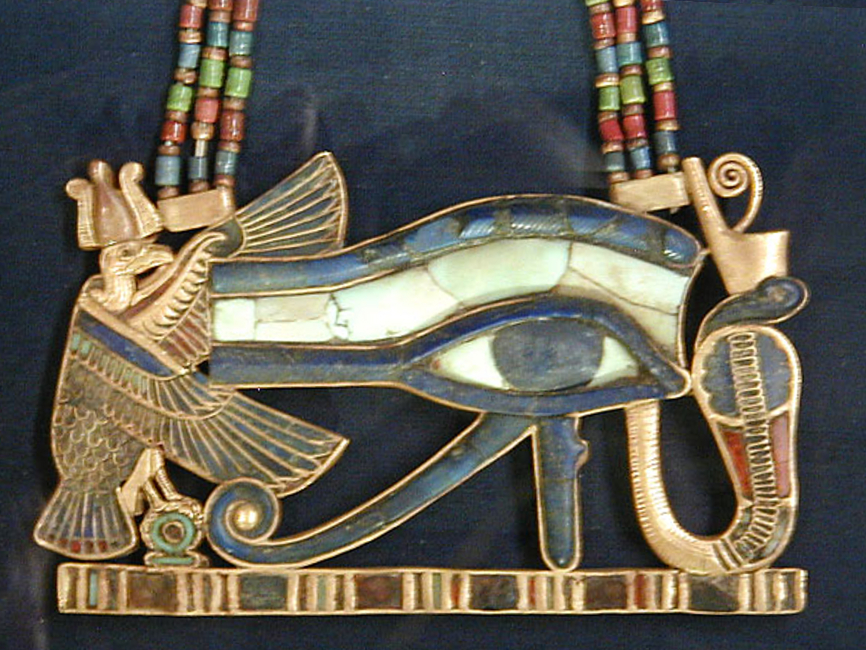
Pendentif représentant l’œil d'Horus.

Cent quarante-trois objets précieux ont été insérés entre les bandelettes de Toutânkhamon : bagues et doigtiers en or ; colliers et bracelets ; diadème et pectoraux ainsi que de nombreuses amulettes. Des traces d'usure indiquent que certains de ces bijoux ont été portés pendant la vie du pharaon.
Deux bandeaux d'or et un diadème sont posés sur la tête du jeune roi. Ce dernier est orné de cornaline et de pâtes de verre bleu. À l'avant du diadème se trouvent la tête de vautour de la déesse Nekhbet et le cobra de la déesse Ouadjet, dont le corps ondulé rejoint l'arrière du diadème,.
Un poignard à lame et étui d'or est glissé dans sa ceinture. Contre sa cuisse gauche, une dague est glissée. Sa poignée se termine par un cristal de roche et sa lame, au fourreau d'or, est en fer météoritique,,,,.
Enfin, sur le visage est rabattu le masque en or fin, dont les traits rappellent le visage de la reine Tiyi.

#### Redécouverte
Presque trois ans après la redécouverte de la tombe, les archéologues de l'équipe d'Howard Carter enlèvent le dernier sarcophage protégeant la momie et son masque d'or.

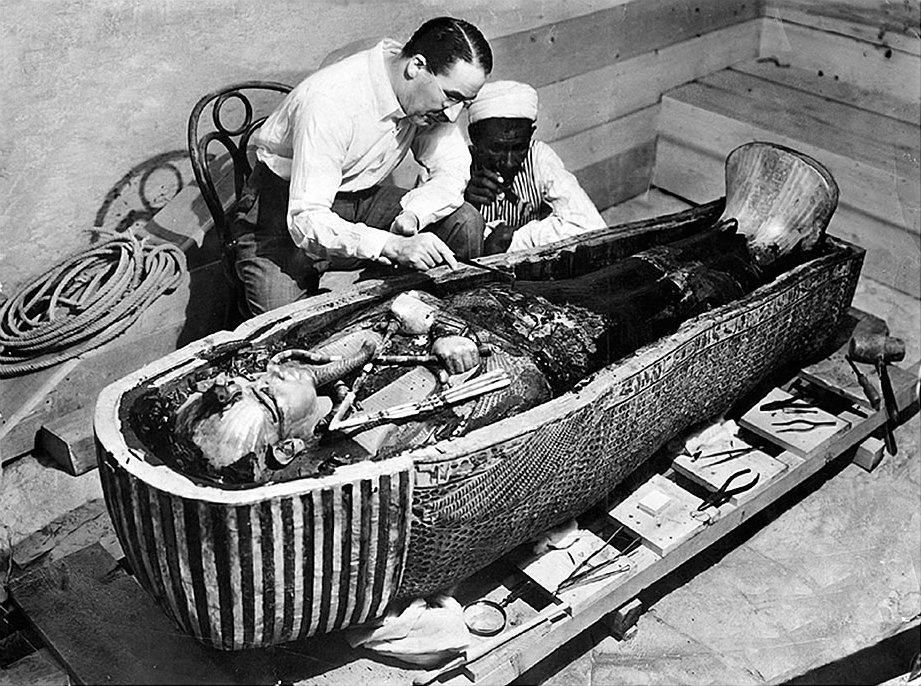
Howard Carter, accompagné d'un des porteurs d'eau, nettoyant le dernier sarcophage.

À cause des liquides d'embaumement durcis, les deux derniers cercueils adhèrent l'un à l'autre. La suppression de cette résine est très difficile. Carter explique :
« Ce matériau durci par l'âge a dû être enlevé à l'aide d'un marteau, de solvants et de la chaleur, tandis que les cercueils sont imbriqués l'un dans l'autre et extirpé à l'aide d'une grande chaleur, l'intérieur étant temporairement protégé pendant le processus par des plaques de zinc - la température utilisée - en dessous du point de fusion du zinc - était de plusieurs centaines de degrés Fahrenheit. Après que le cercueil intérieur a été extirpé, il a dû être de nouveau traité avec la chaleur et les solvants avant d'être complètement nettoyé. »
— Howard Carter
La momie apparaît enfin, presque carbonisée par les onguents versés au moment de l'inhumation, probablement par la combustion de l'huile de lin dont étaient imprégnées les bandelettes d'embaumement. Le corps adhère fortement au sarcophage et à son masque d'or en raison de ces mêmes onguents. Carter a essayé d'extraire les restes de Toutânkhamon de diverses manières pour ne pas l'endommager. L’ancien directeur du Musée du Caire, Mohamed Saleh, raconte dans un témoignage au journal Al-Ahram, en 2005, que Howard Carter a « détaché la tête du tronc, abîmé les membres et réarrangé le tout sans grande rigueur ».
Chris Naunton a repris les notes d'Howard Carter indiquant que le corps avait brûlé. Travaillant avec l'anthropologiste Rober Connolly et l'archéologue Matthew Ponting, ils ont trouvé des indices suggérant que le corps s'est consumé dans son sarcophage. Les huiles d'embaumement combinées avec l'oxygène et le lin des bandelettes auraient déclenché une réaction chimique ayant provoqué la combustion du corps,.

#### Conservation actuelle
Depuis le 4 novembre 2007, la momie est installée dans une vitrine la protégeant de l'humidité et révèle pour la première fois le visage du roi au public.
Deux momies d'enfants (un fœtus de sept mois et un mort-né) ont été retrouvées dans sa tombe par Howard Carter et ont été depuis conservées à l'université du Caire. Elles sont répertoriées sous les appellations 317a et 317b.

### Trésor de Toutânkhamon

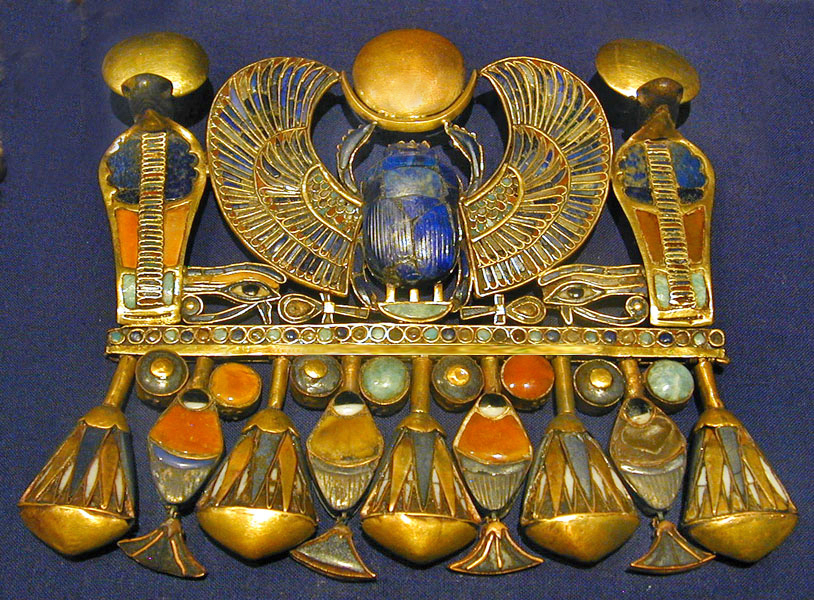
Pectoral de Toutânkhamon, représentant son nom de Nesout-bity.

À l'intérieur du tombeau, se trouvent un fastueux sarcophage de 110 kg avec son masque d'or et 2 099 objets intacts. Ce sarcophage possède des déesses ailées sculptées à ses angles, ce qui est commun aux sépultures masculines. En revanche, à l'origine, il n'y avait pas d'ailes aux bras des déesses, elles ont été ajoutées par la suite lors du placement du défunt. À sa confection, la sépulture n'était peut-être pas destinée à Toutânkhamon, mais à une reine. D’ailleurs, l’égyptologue Nicholas Reeves considère que près de 80 % du mobilier funéraire présent dans le tombeau, y compris les vases canopes et le masque funéraire, était destiné à sa prédécesseure, Ânkh-Khéperourê.
Le fabuleux trésor retrouvé dans le tombeau de Toutânkhamon, l'une des seules sépultures pharaoniques à avoir été découverte quasi intacte, laisse augurer de la richesse des autres tombeaux dans leur état d'origine.
La tombe de Toutânkhamon recelait des milliers d'objets : du mobilier dont un splendide trône, plusieurs lits dont un surprenant lit aux deux longues vaches dorées, qui témoignent d'une habileté technique rarement égalée, mais aussi des bijoux, des statuettes, têtes et masques, des cannes (environ cent trente), des vases, des éventails, etc.

### Expositions exceptionnelles
Les objets de la tombe de Toutânkhamon quittent rarement l’Égypte. Le ministère des Antiquités égyptiennes a annoncé que lorsque le nouveau musée construit près des pyramides sera opérationnel, ils ne quitteront plus ce lieu d'exposition. Au cours du temps, quelques expositions exceptionnelles ont été organisées à l'étranger :
- De 16 février au 4 septembre 1967, l’exposition « Toutânkhamon et son temps » à Paris au Petit Palais présentait le masque funéraire et 45 objets de la tombe[72]. Cette exposition, la première importante à l'étranger, a longtemps été l'exposition d'art en France réunissant, avec 1 240 975 entrées payantes, le plus grand nombre de visiteurs[73].
- Avant d'intégrer le nouveau Grand musée égyptien, environ 150 objets de la tombe (hormis le masque funéraire[n 15]) ont participé à un cycle d'expositions à travers le monde entre 2019 et 2024. En France, l'exposition à la Grande halle de la Villette, du 23 mars au 22 septembre 2019, a réuni 1 423 170 visiteurs, devenant ainsi l'exposition la plus visitée de l'histoire en France[74].

### La malédiction
La légende d'une « malédiction des pharaons » est née avec la mort de Lord Carnavon, alimentée par des journaux cherchant à augmenter leurs ventes au moment de la découverte.
Les journaux parlent alors d'une inscription — inexistante — qui aurait indiqué : « Ceux qui entrent dans ce tombeau sacré seront visités par les ailes de la mort ». La rumeur affirme que le chien du Lord, resté au château de Highclere, poussa un hurlement au moment de la mort de son maître. À cet instant, les lumières du château ainsi que celles du Caire s'éteignirent. Dans la décennie suivante, la presse attribue une trentaine de morts à la malédiction.
L'épidémiologiste Mark Nelson, de l'université Monash à Melbourne, a étudié les livres d'histoire et suivi le parcours de quarante-quatre occidentaux signalés par Howard Carter comme étant présents en Égypte pendant l'expédition de février 1923 à novembre 1926. ll s'agissait des membres de l'expédition, de membres de la presse, des membres de la royauté belge, des officiels britanniques et d'experts employés par le gouvernement égyptien.
Vingt-cinq d'entre eux ont assisté à l'un des quatre événements pouvant les exposer à la malédiction de la momie : l'ouverture de la tombe, l'ouverture du sarcophage, l'ouverture des trois cercueils d'or et l'examen de la momie. Ces personnes sont décédées à un âge moyen de 70 ans, alors que les dix-neuf autres personnes sont décédées à un âge moyen de 75 ans,.
Carl Nicholas Reeves, dans The Complete Tutankhamun, démystifie la malédiction en soulignant que Lady Evelyn Herbert, fille de Lord Carnarvon, qui était présente à l'ouverture de la tombe, est morte à 79 ans, qu'Alan Gardiner, qui a étudié les inscriptions de la tombe, a vécu jusqu'à 80 ans et que Douglas Derry, qui a autopsié la momie de Toutânkhamon, a atteint 87 ans.

## Galerie

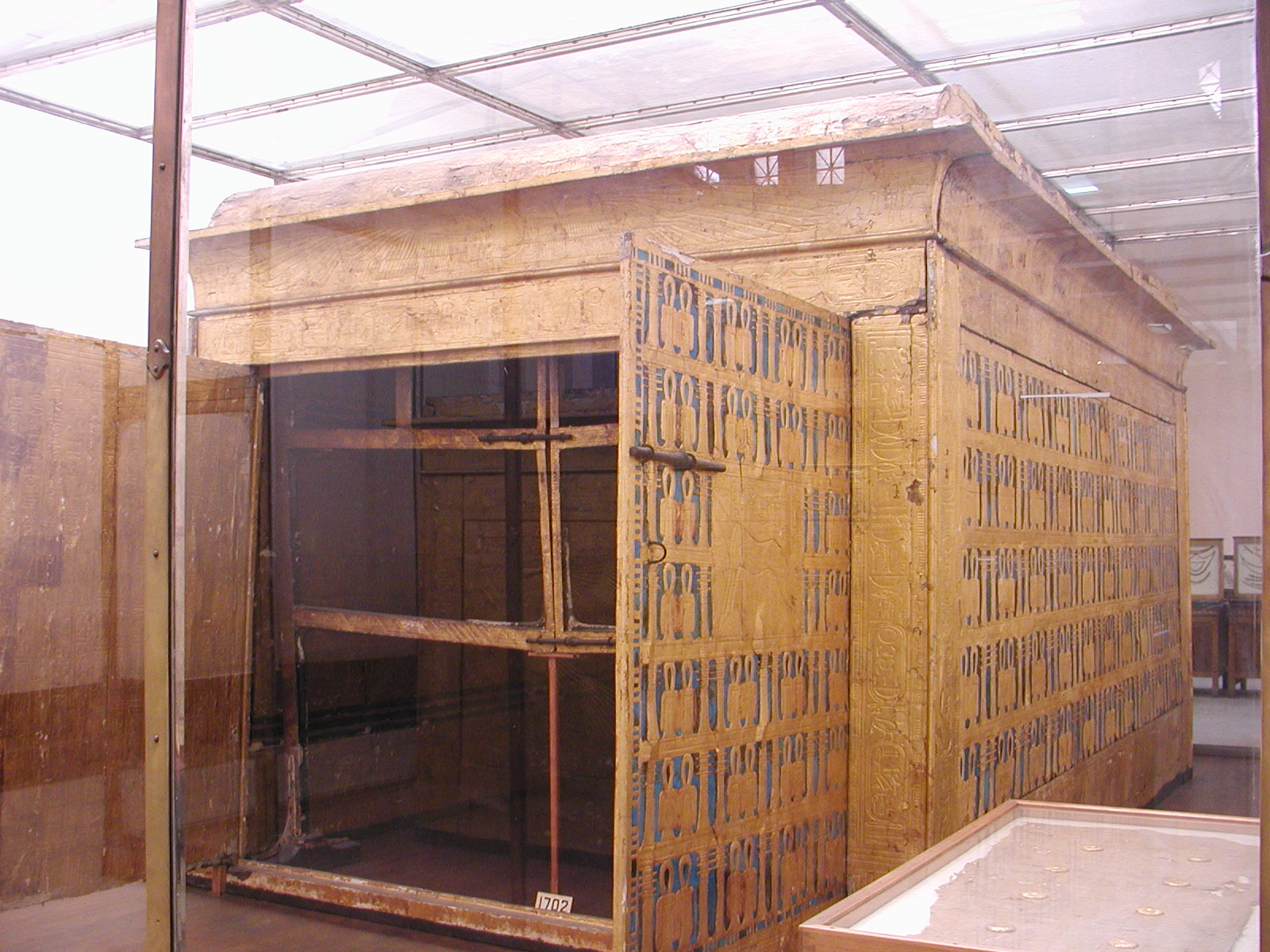
Chapelle funéraire de Toutânkhamon (Musée égyptien du Caire).
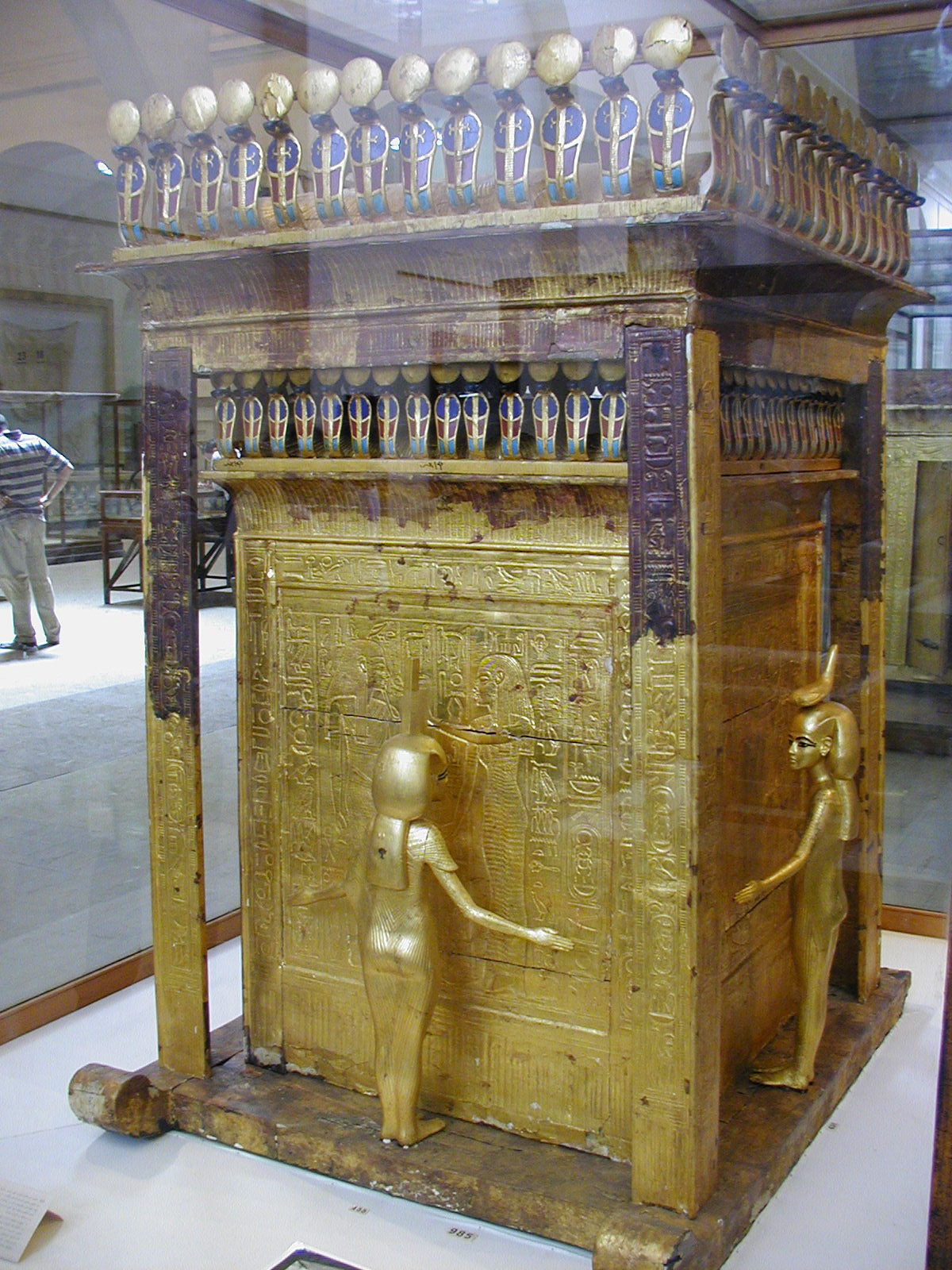
Coffre à vases canopes (Musée égyptien du Caire).
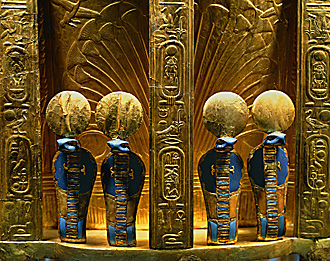
Le verso du trône du pharaon avec les quatre cobras uræus d'or. Or de lapis-lazuli, vallée des Rois, Thèbes (Musée égyptien du Caire).
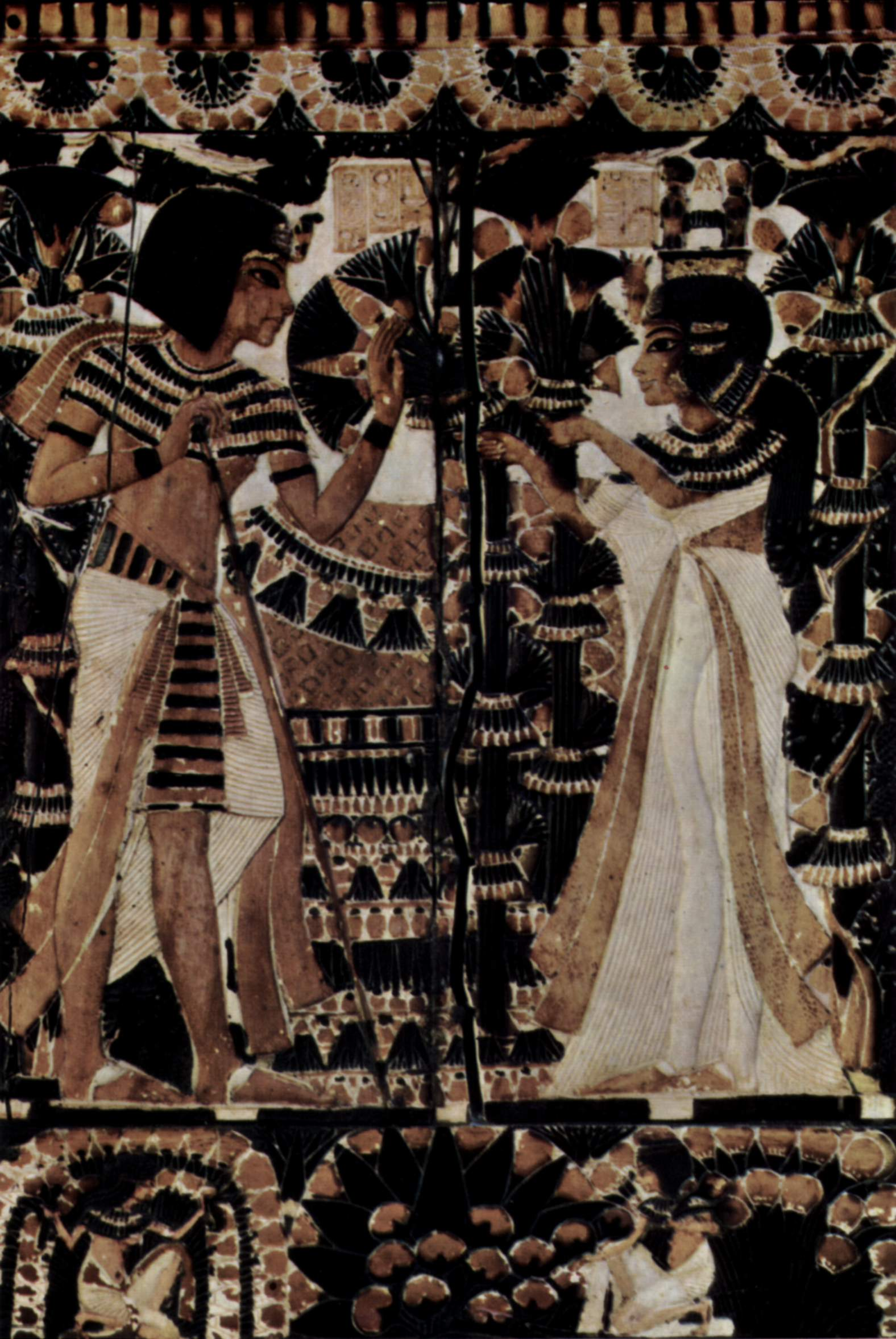
Couvercle de coffre en ivoire à l'effigie de Toutânkhamon et de la reine.
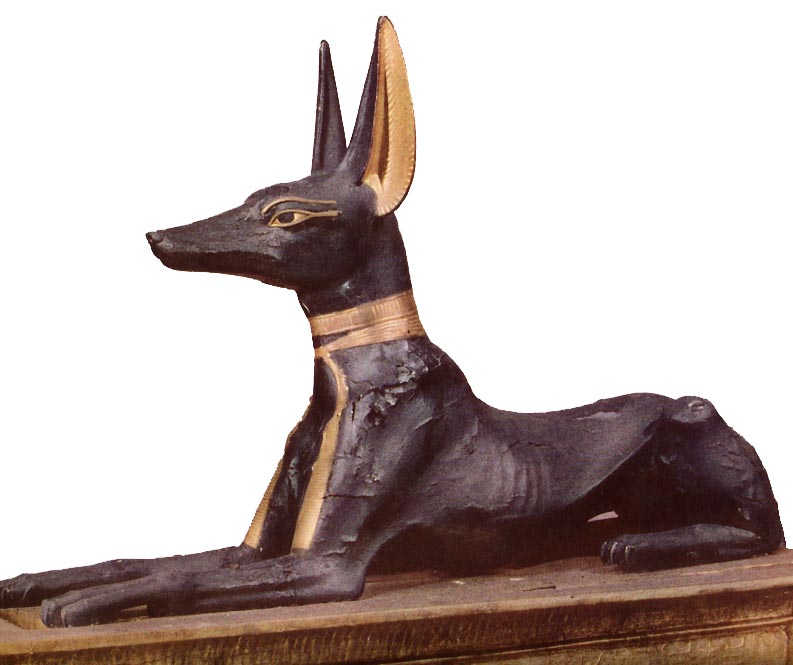
Statue d'Anubis (Musée égyptien du Caire).
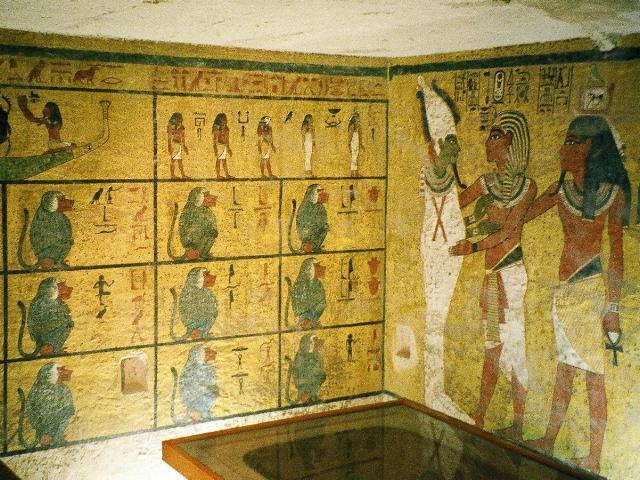
Tombeau de Toutânkhamon dans la vallée des Rois (KV62).
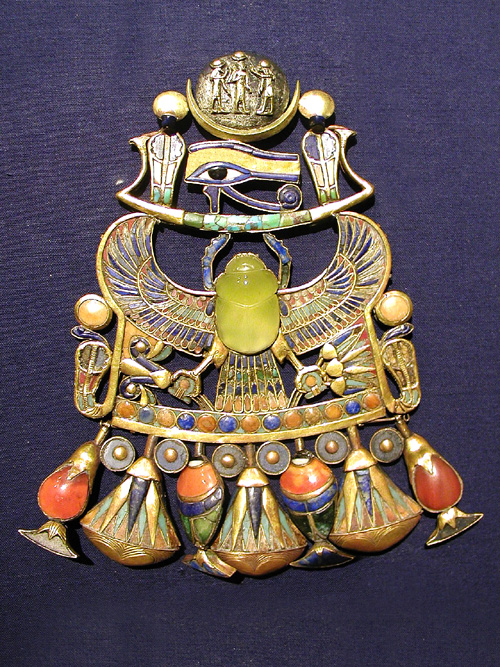
Broche pectorale de Toutânkhamon (Musée égyptien du Caire).
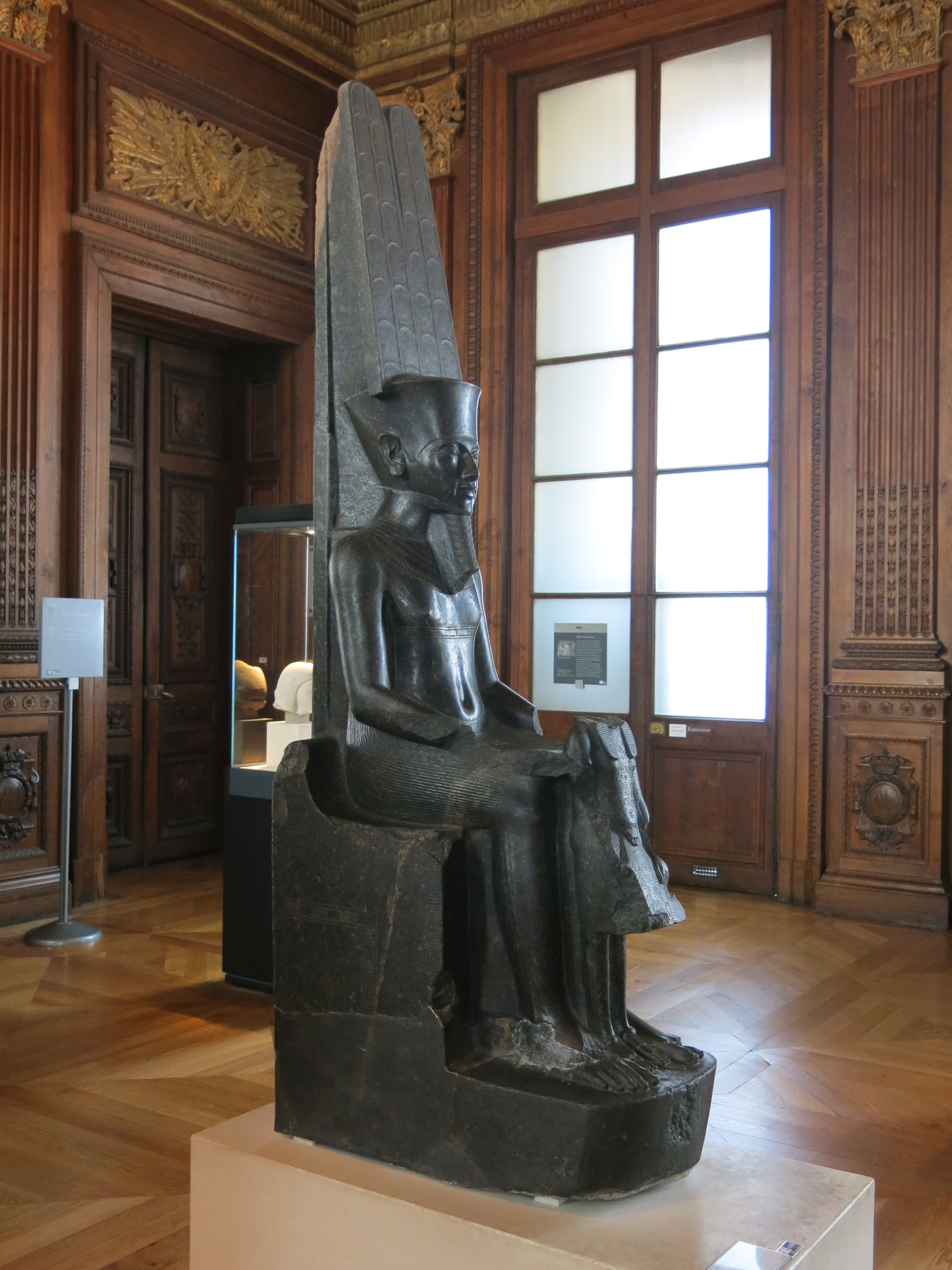
Le dieu Amon protégeant Toutânkhamon.
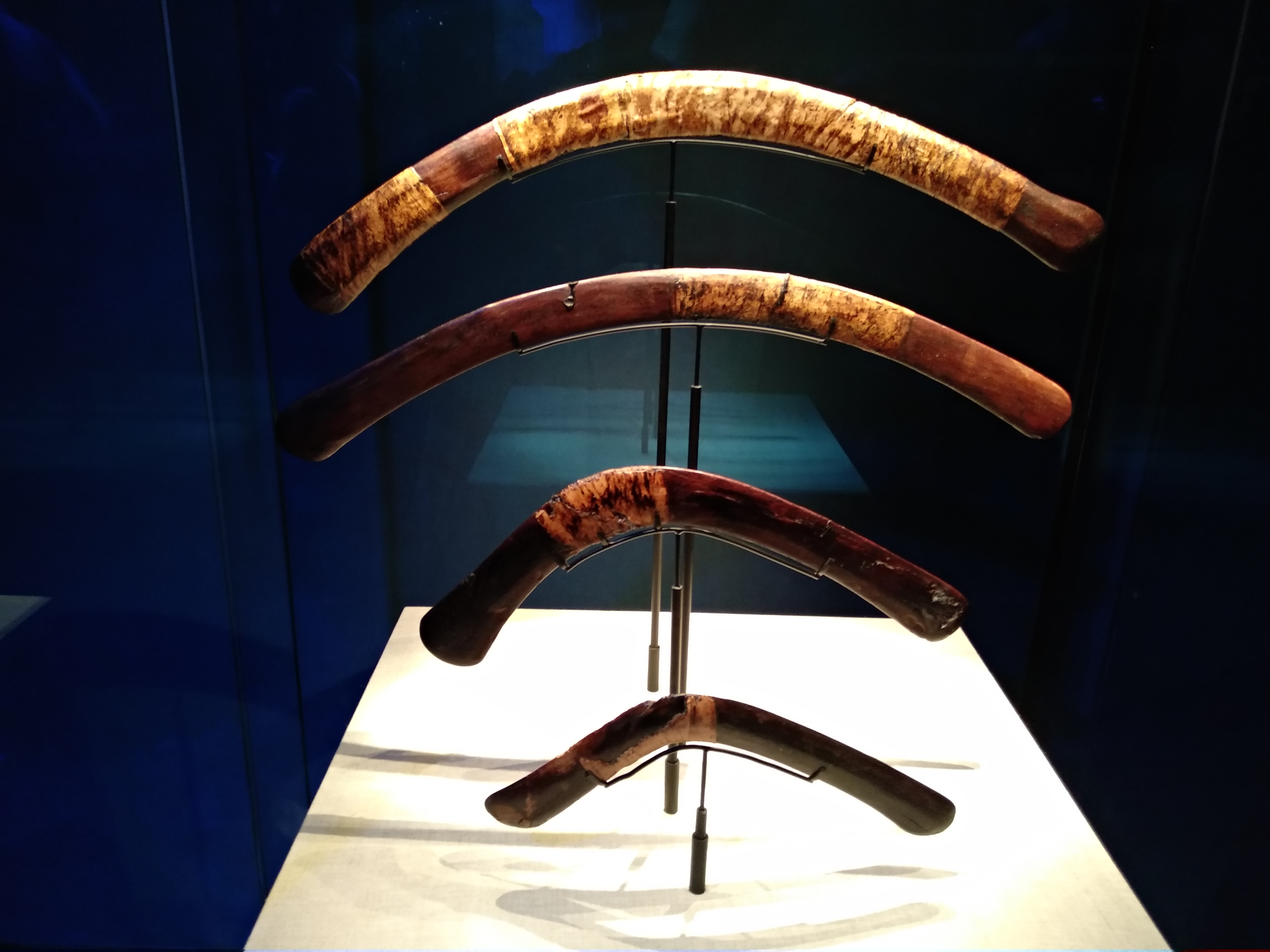
Bâton de lancer.
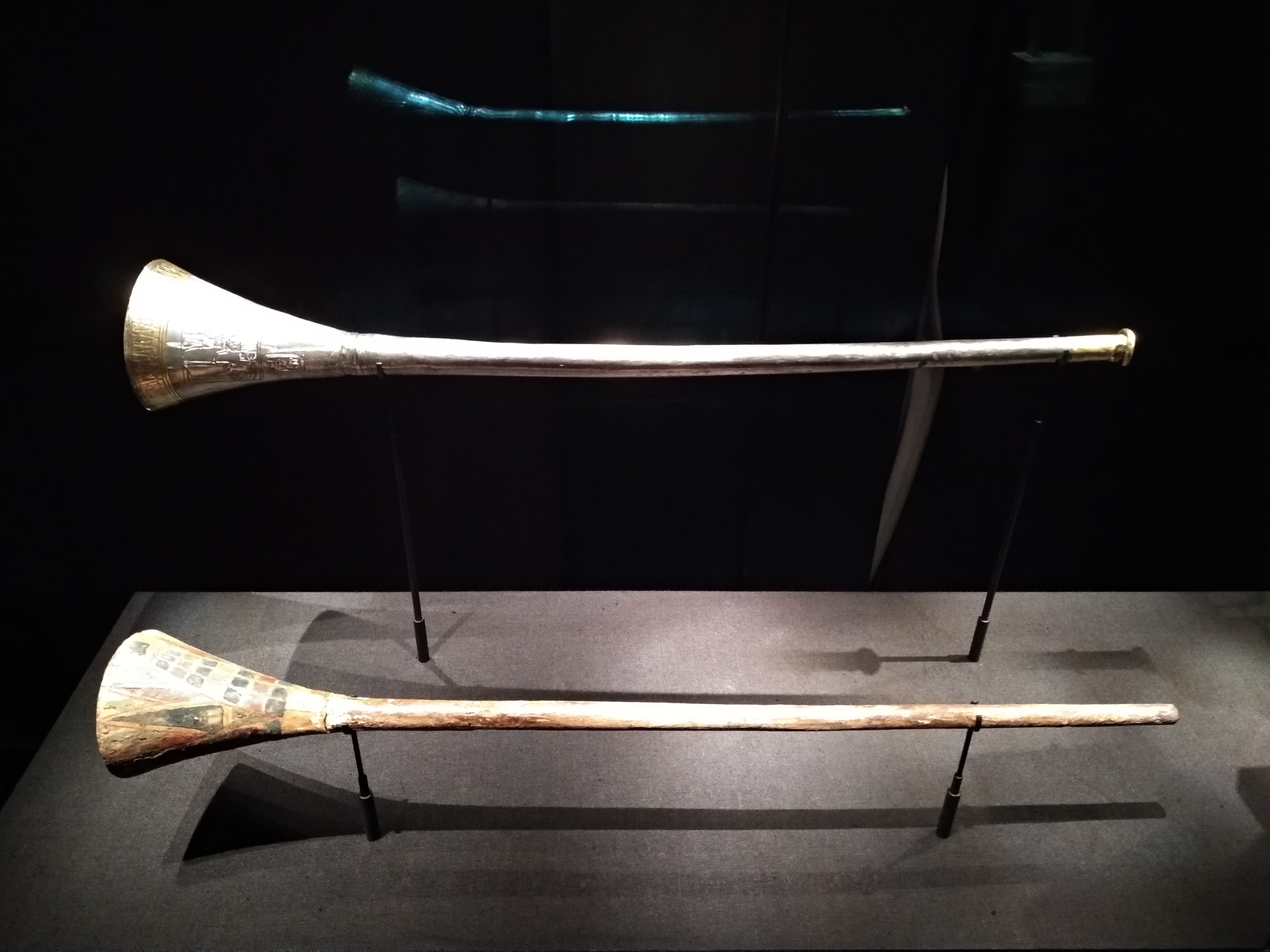
Trompette d'argent et sa sourdine en bois
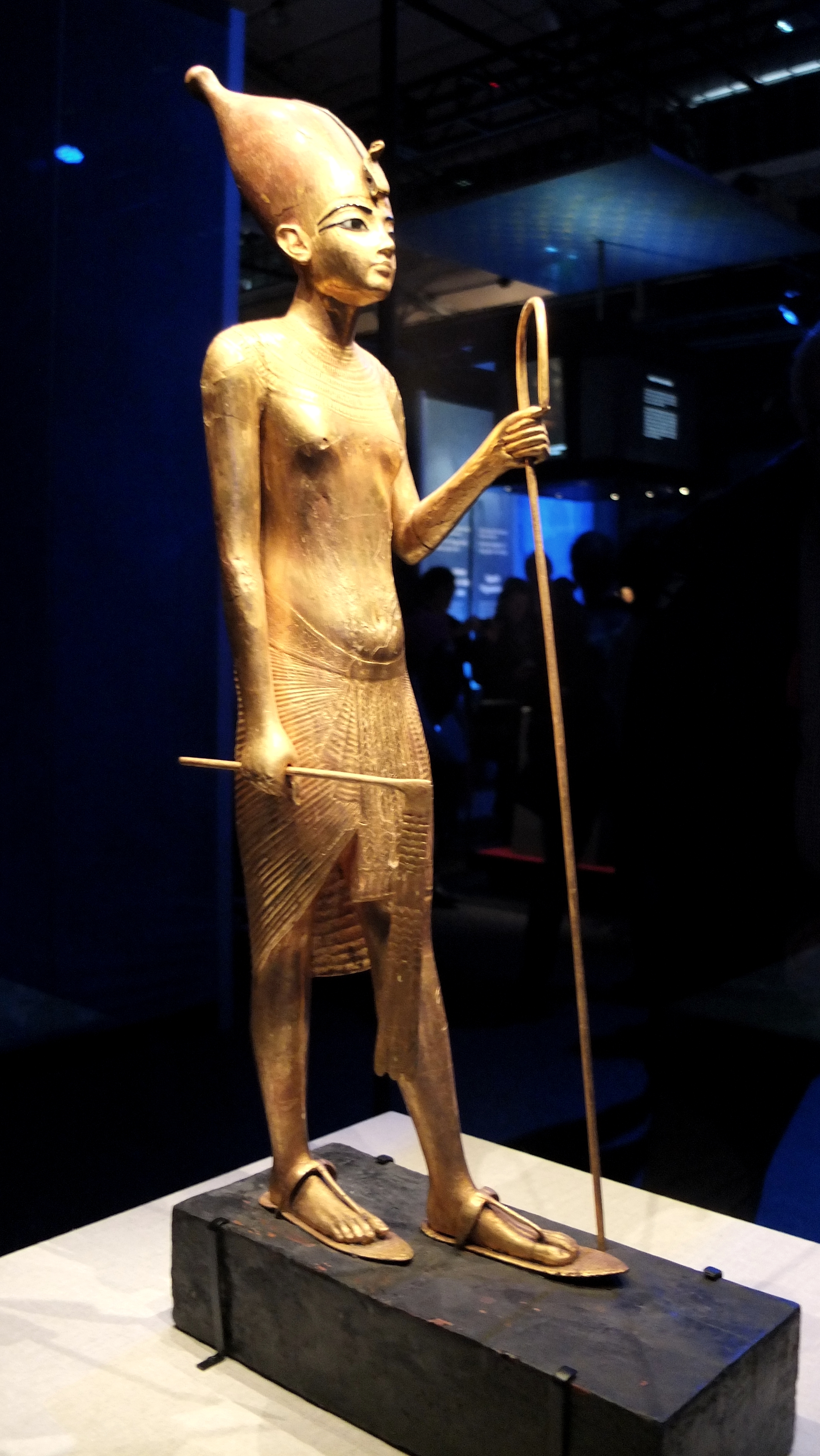
Toutânkhamon figurine rituelle
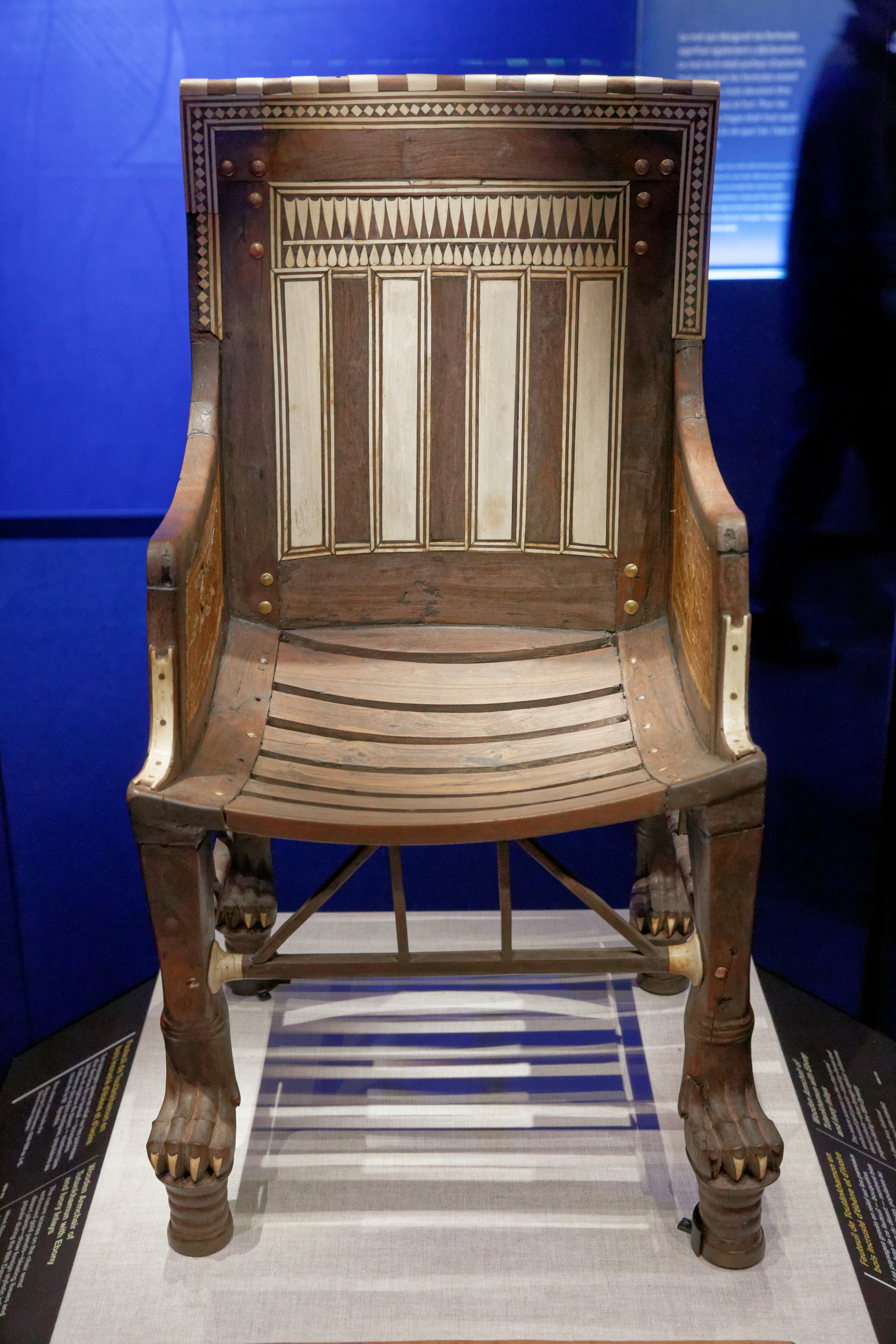
Fauteuil de Toutânkhamon incrusté d'ébène et d'ivoire
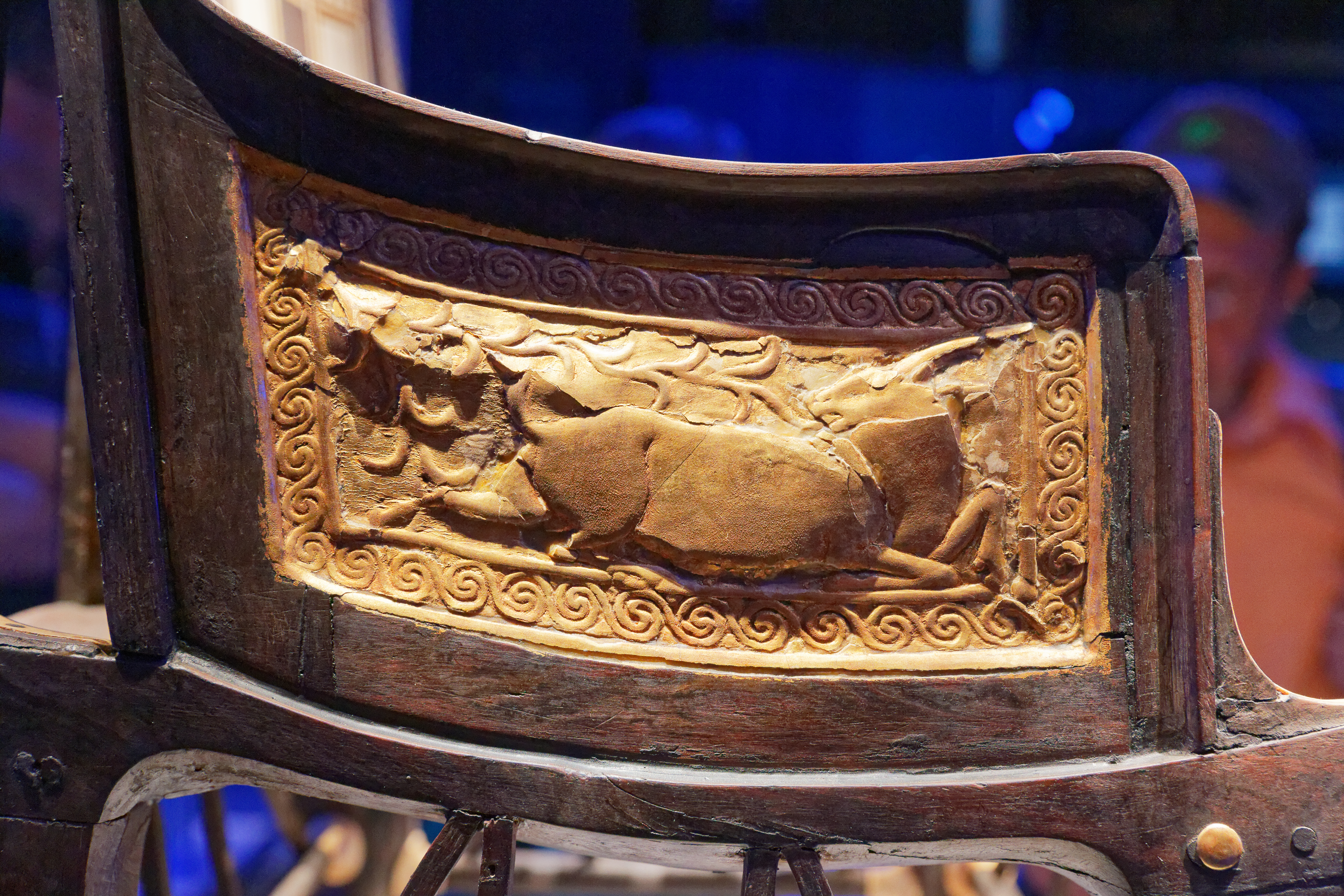
Fauteuil de Toutânkhamon incrusté d'ébène et d'ivoire
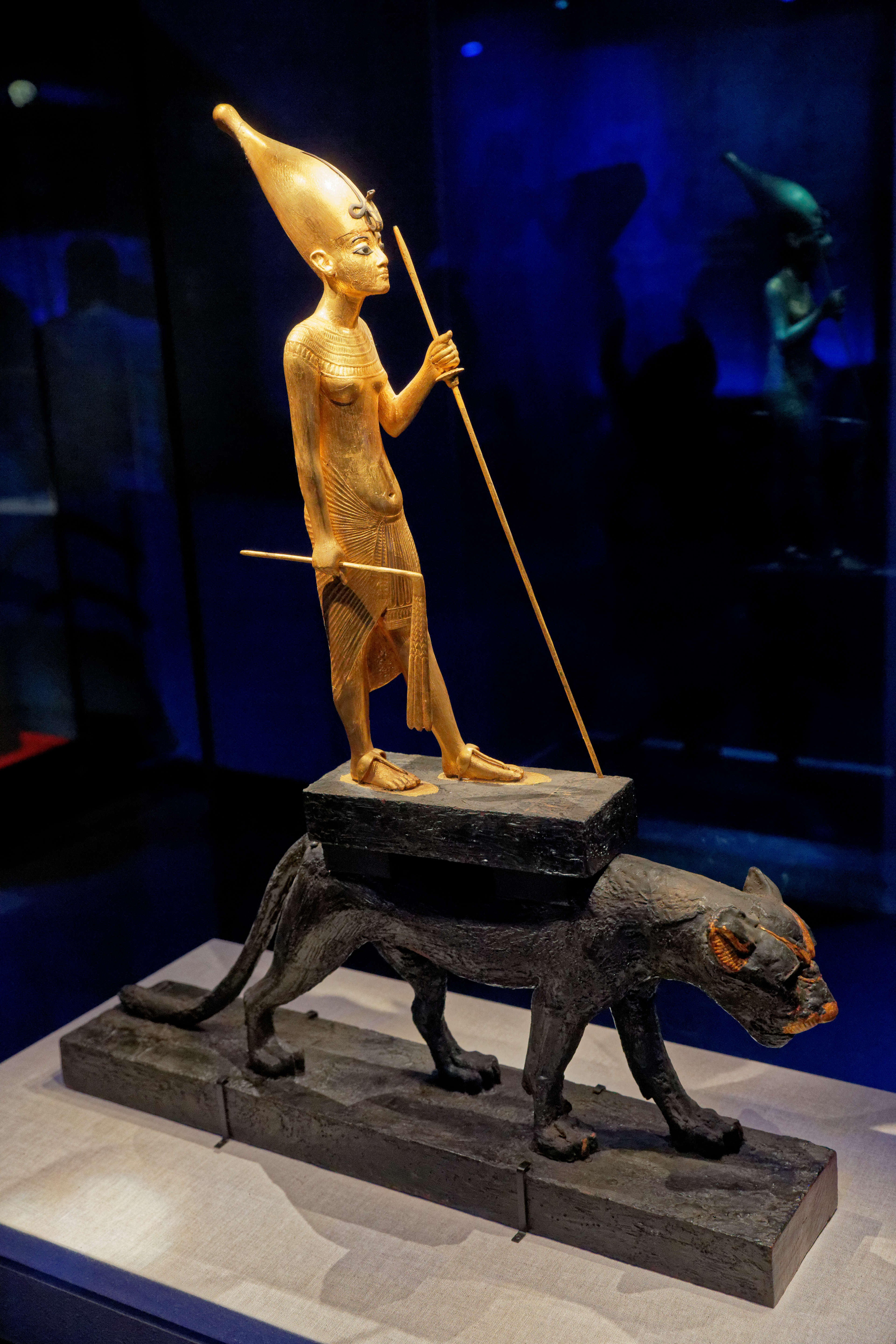
Statuette de Toutânkhamon chevauchant une panthère noire vernie
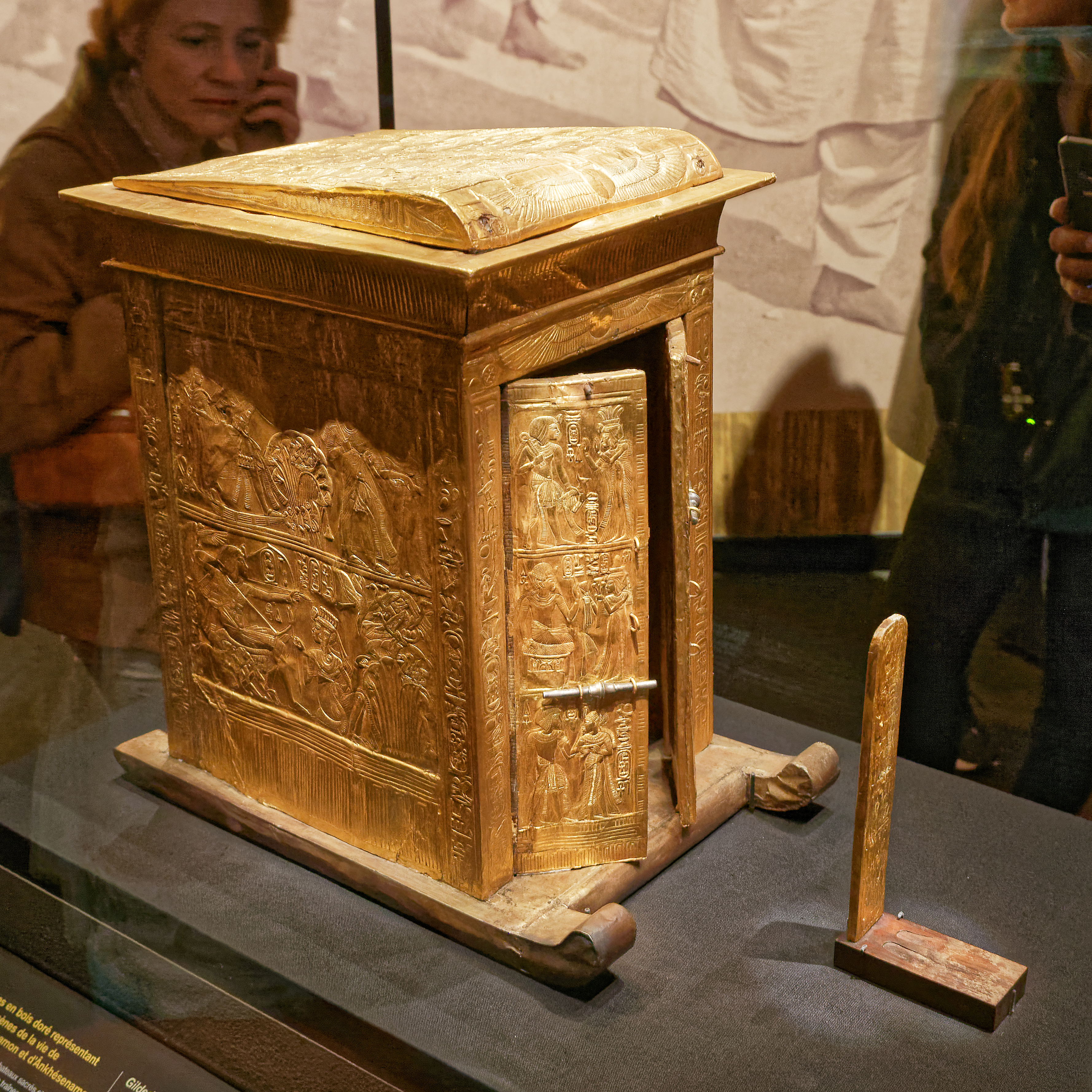
Naos en bois doré représentant des scènes de la vie de Toutânkhamon et d'Ânkhésenamon
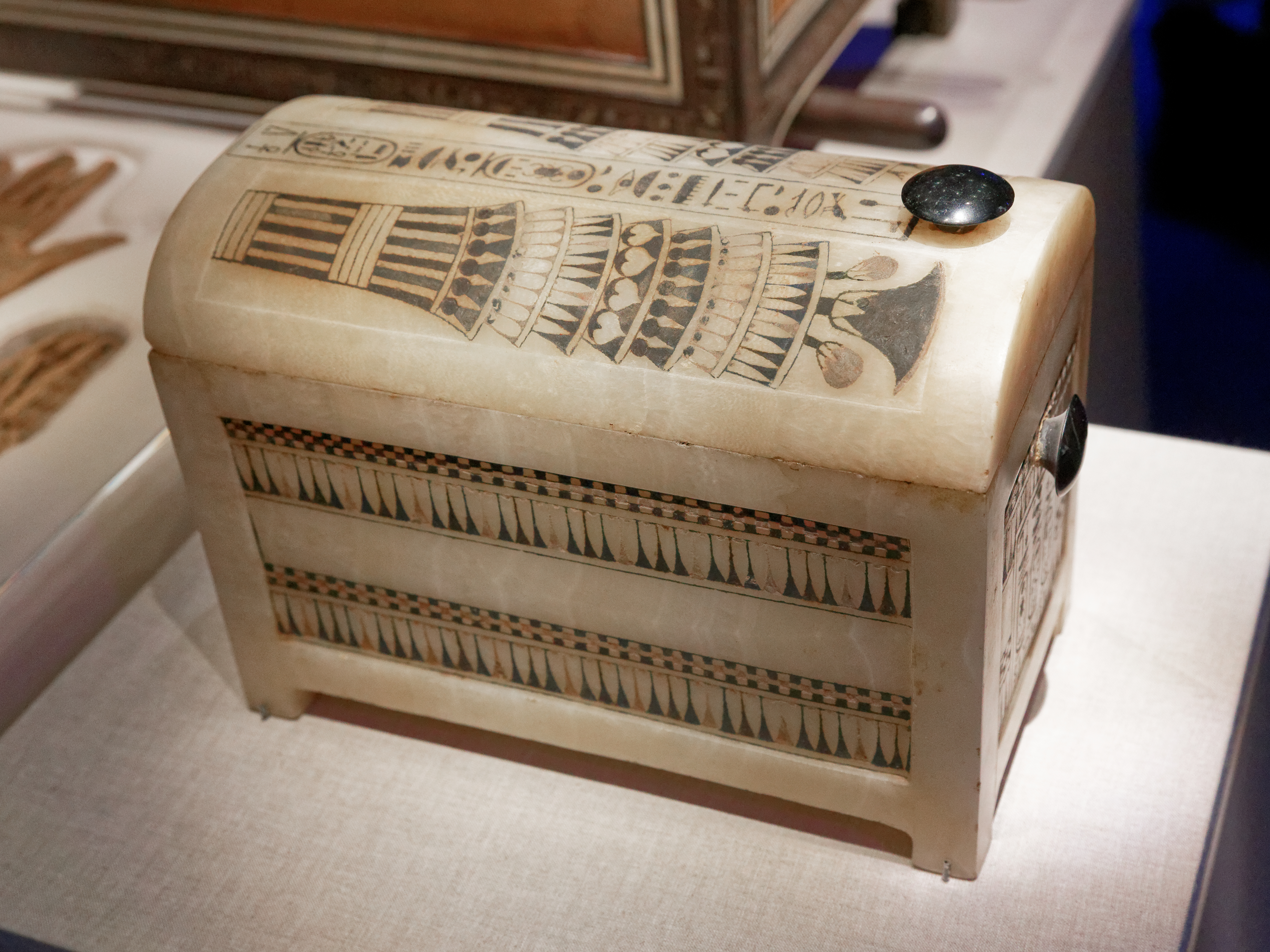
Boîte en calcite peinte et couvercle voûté avec ornement floral
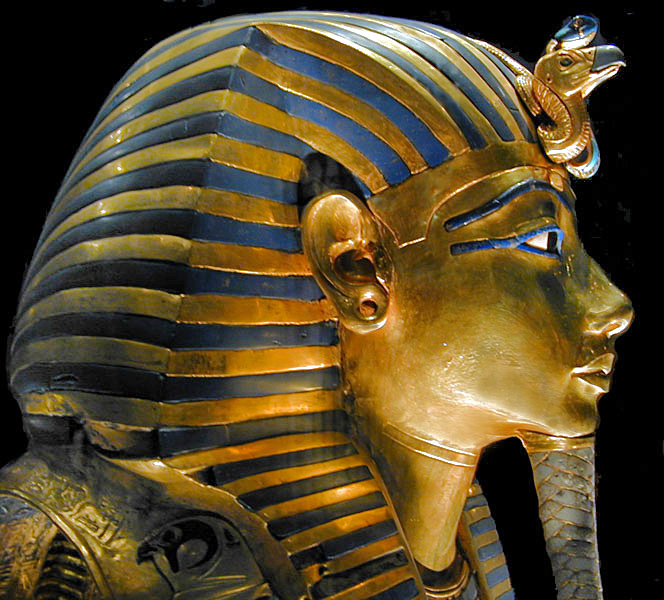
Le sarcophage de Toutânkhamon
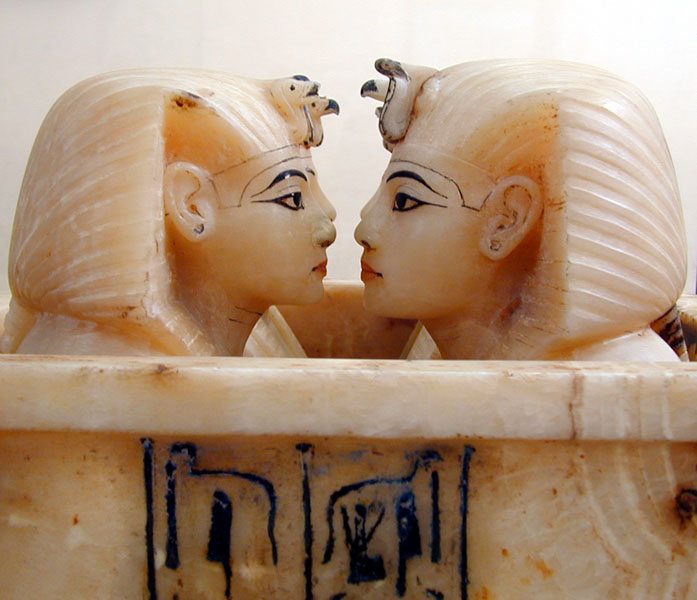
Vases canopes de Toutânkhamon
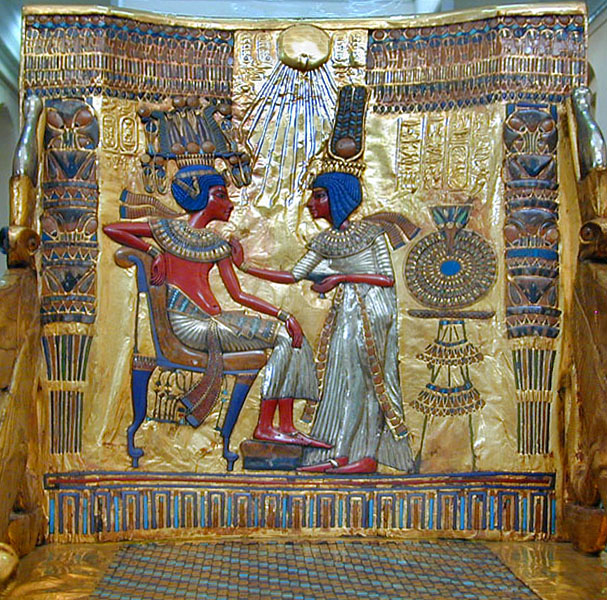
Dossier du trône
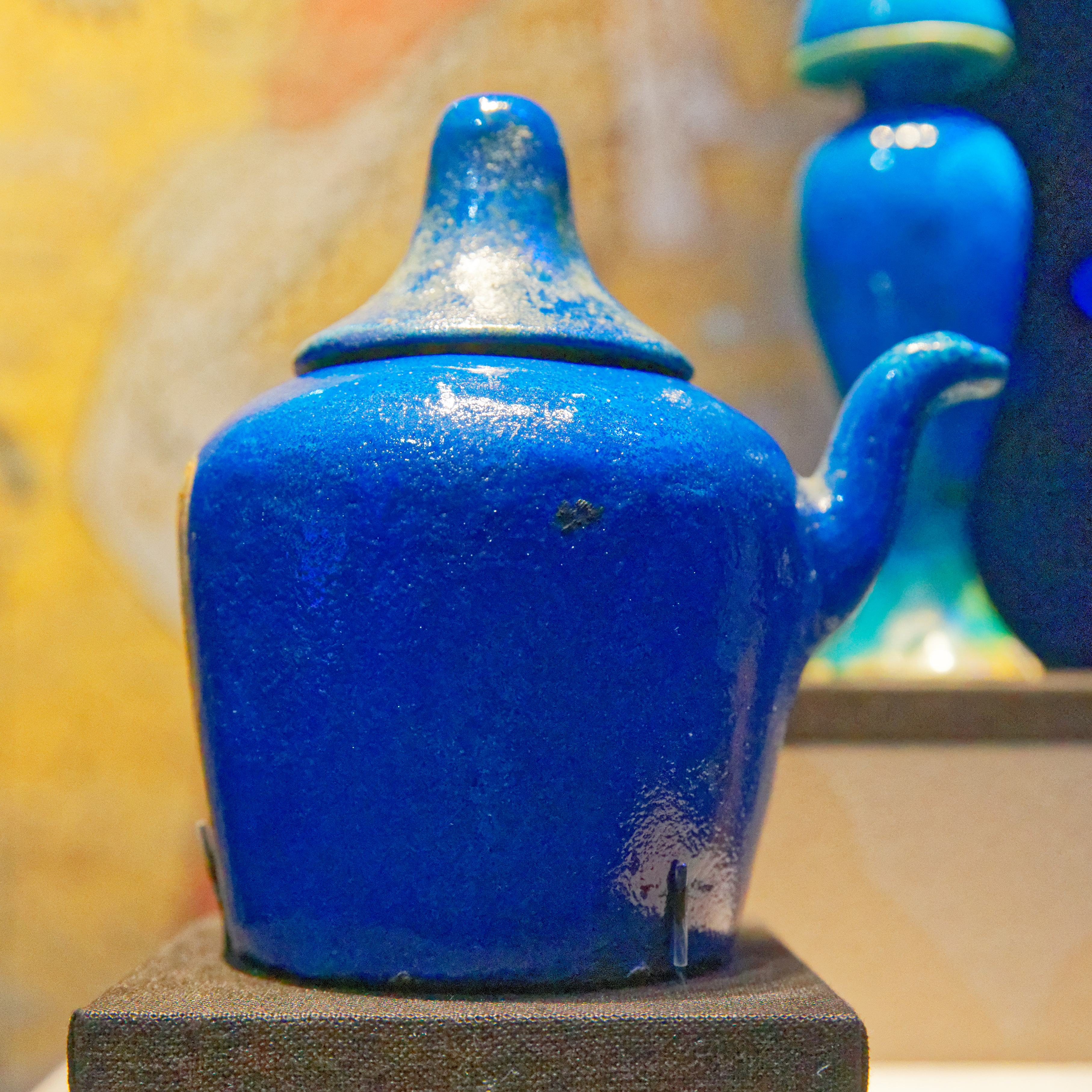
Vase heset en faïence
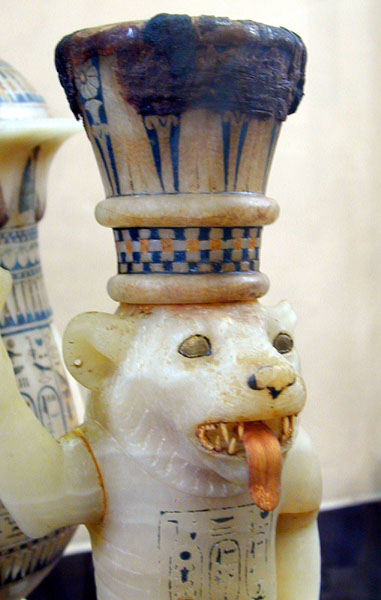
Vase à onguents
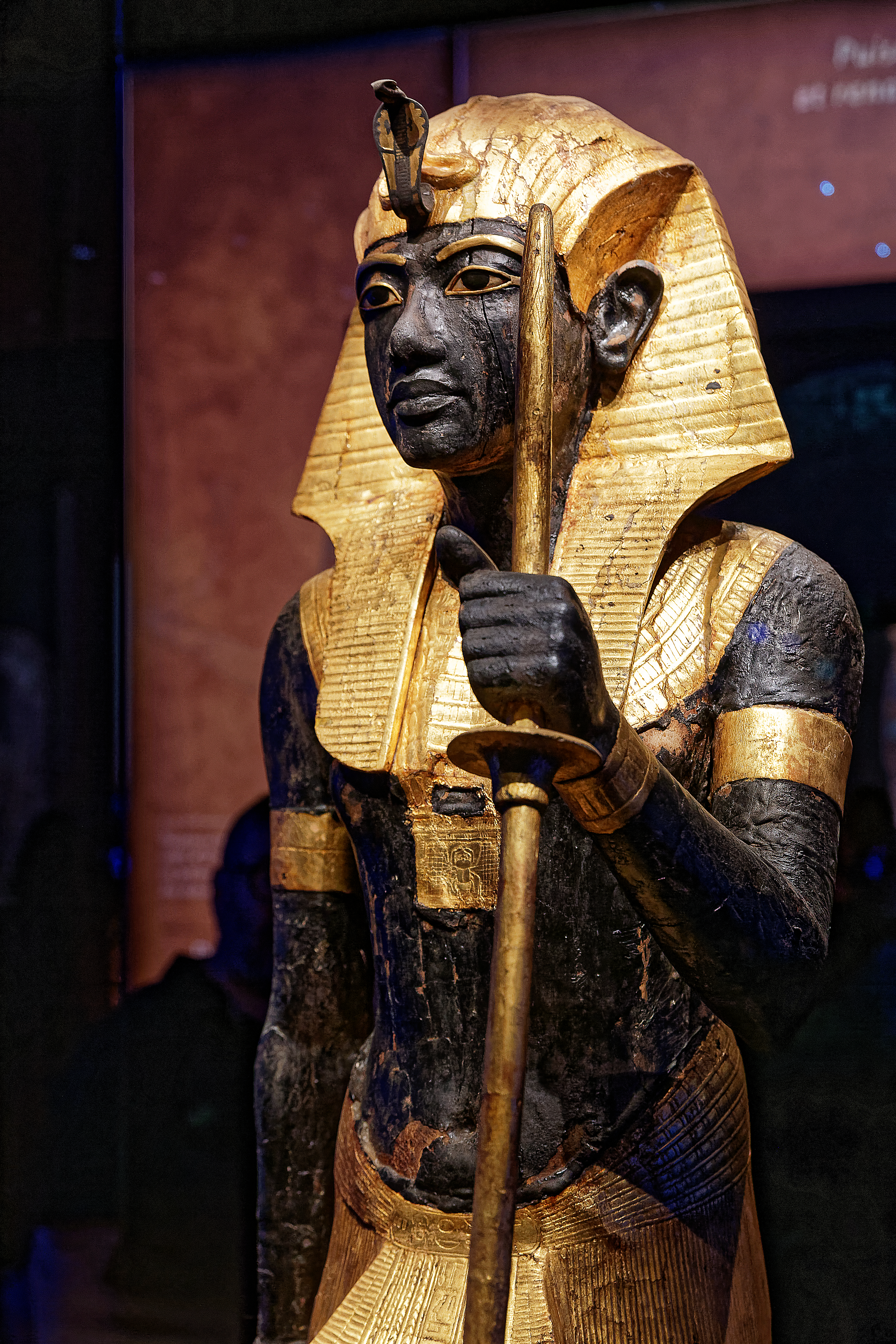
Statue en bois du gardien du Ka du roi
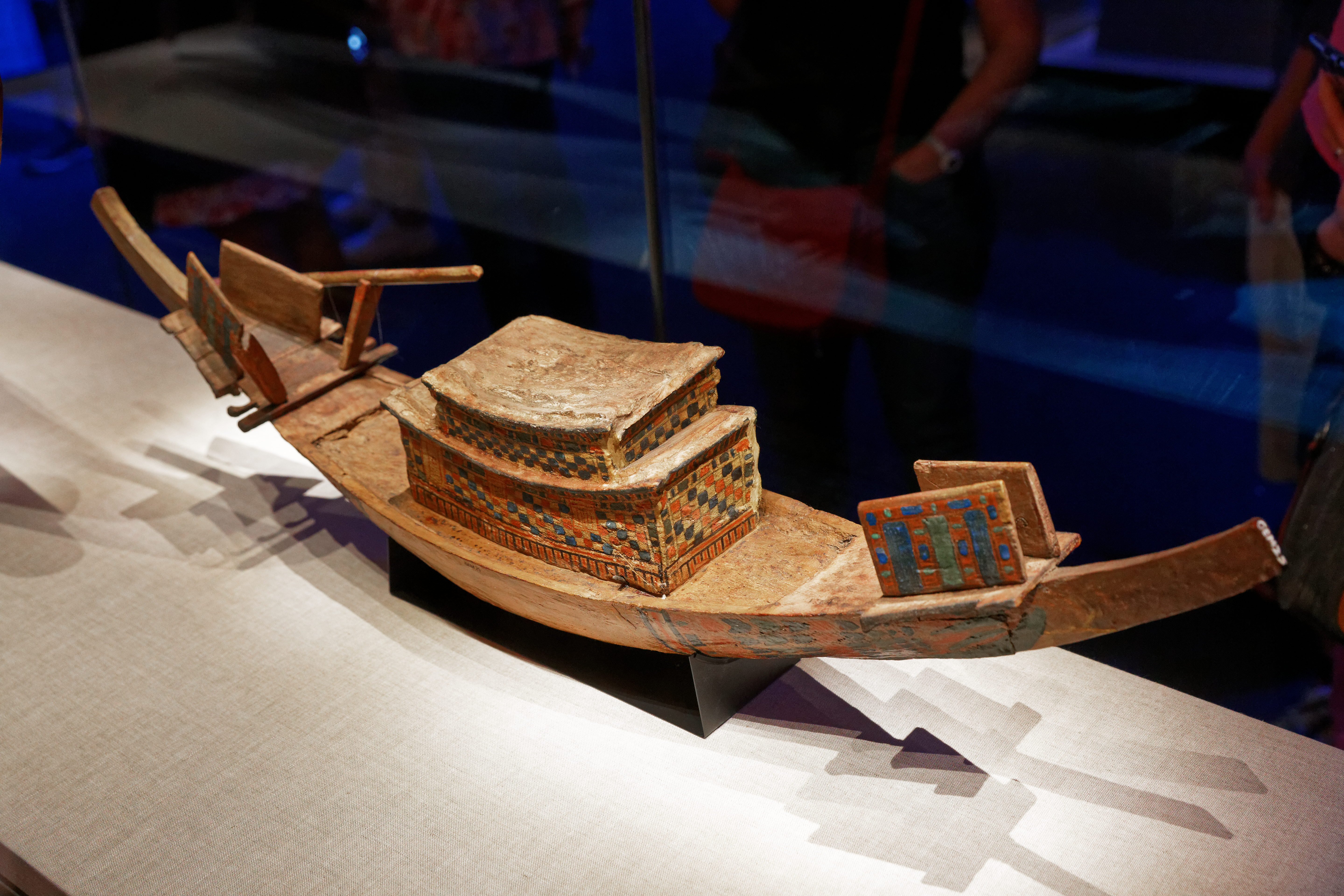
Bateau sans mât en bois peint
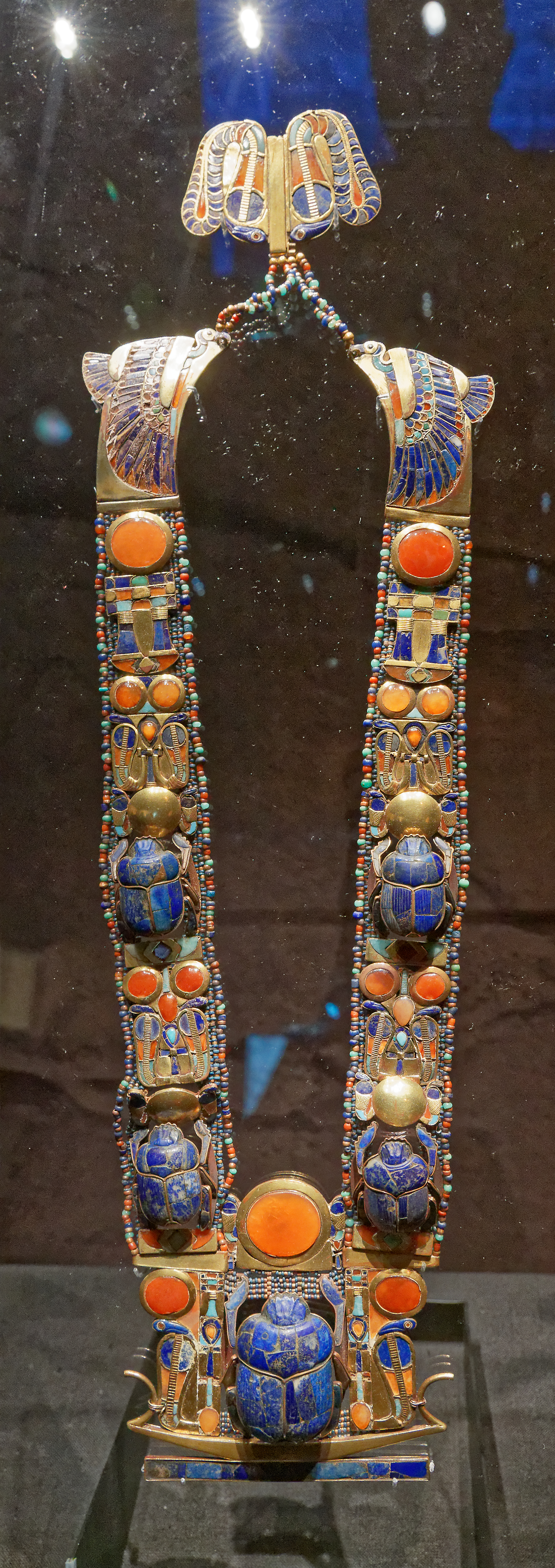
Pectoral, chaîne et contrepoids avec scarabée
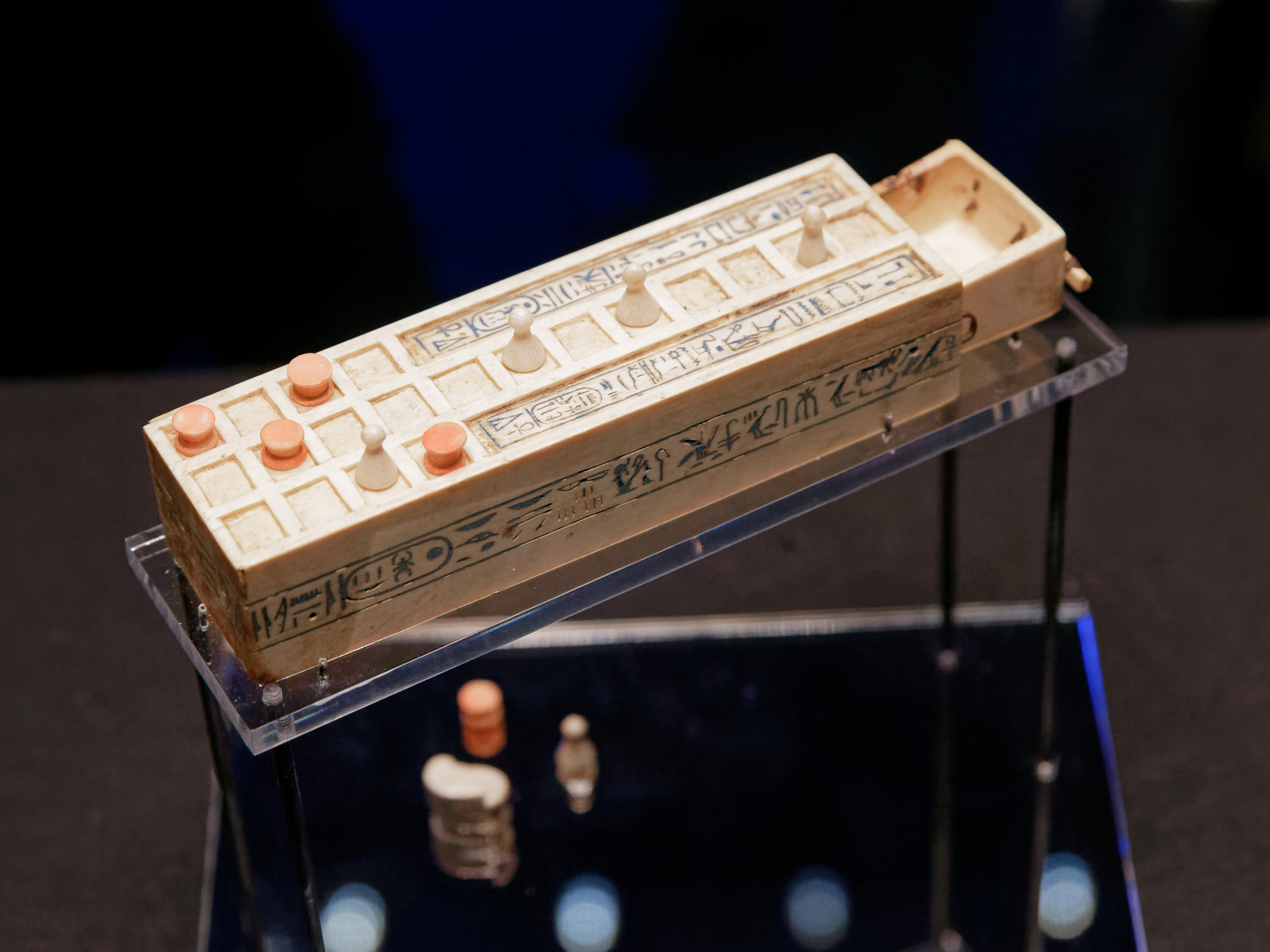
Plateau d'un jeu des vingt cases miniature en ivoire
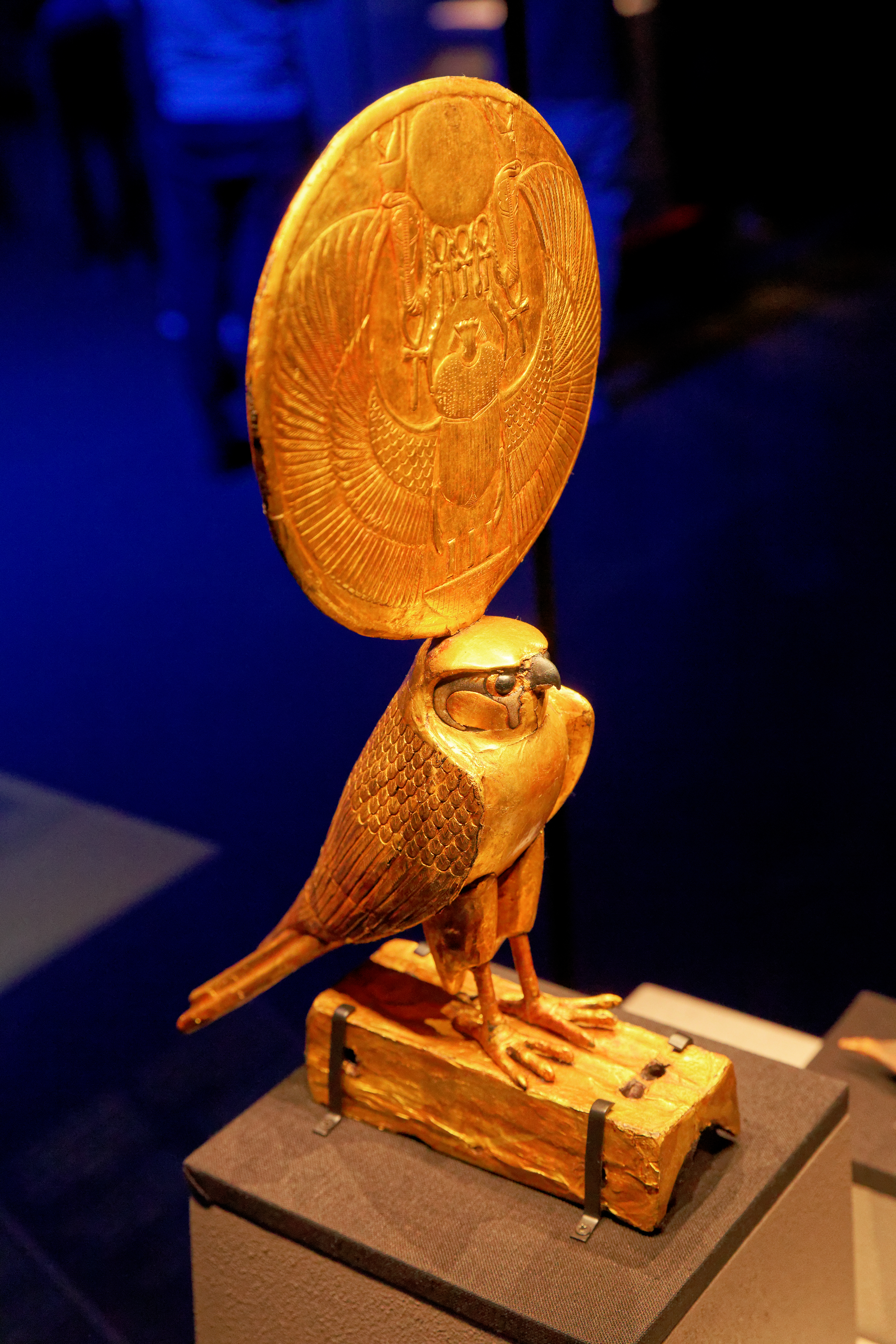
Figurine d'Horus sous les traits d'un faucon solaire
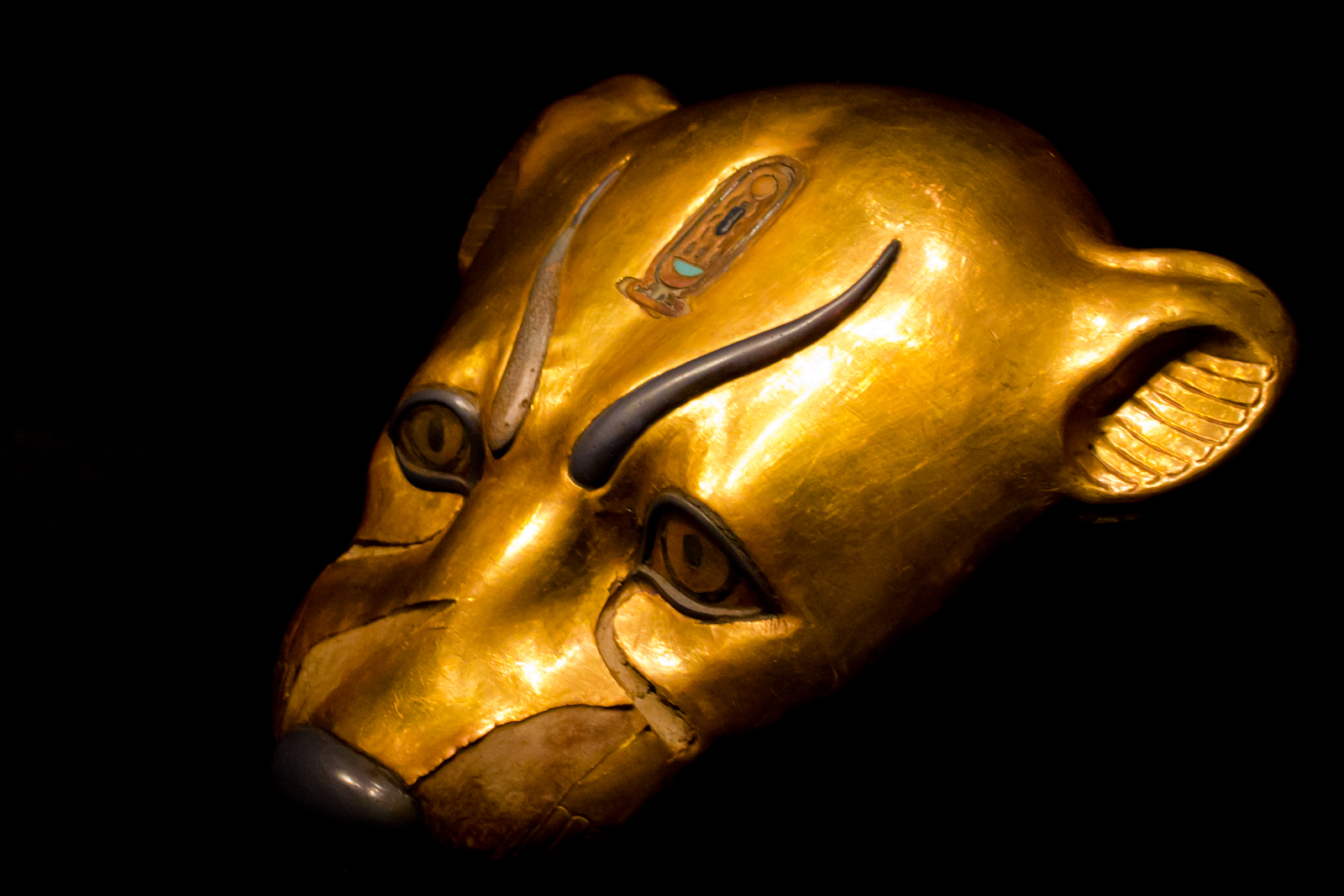
Tête de léopard
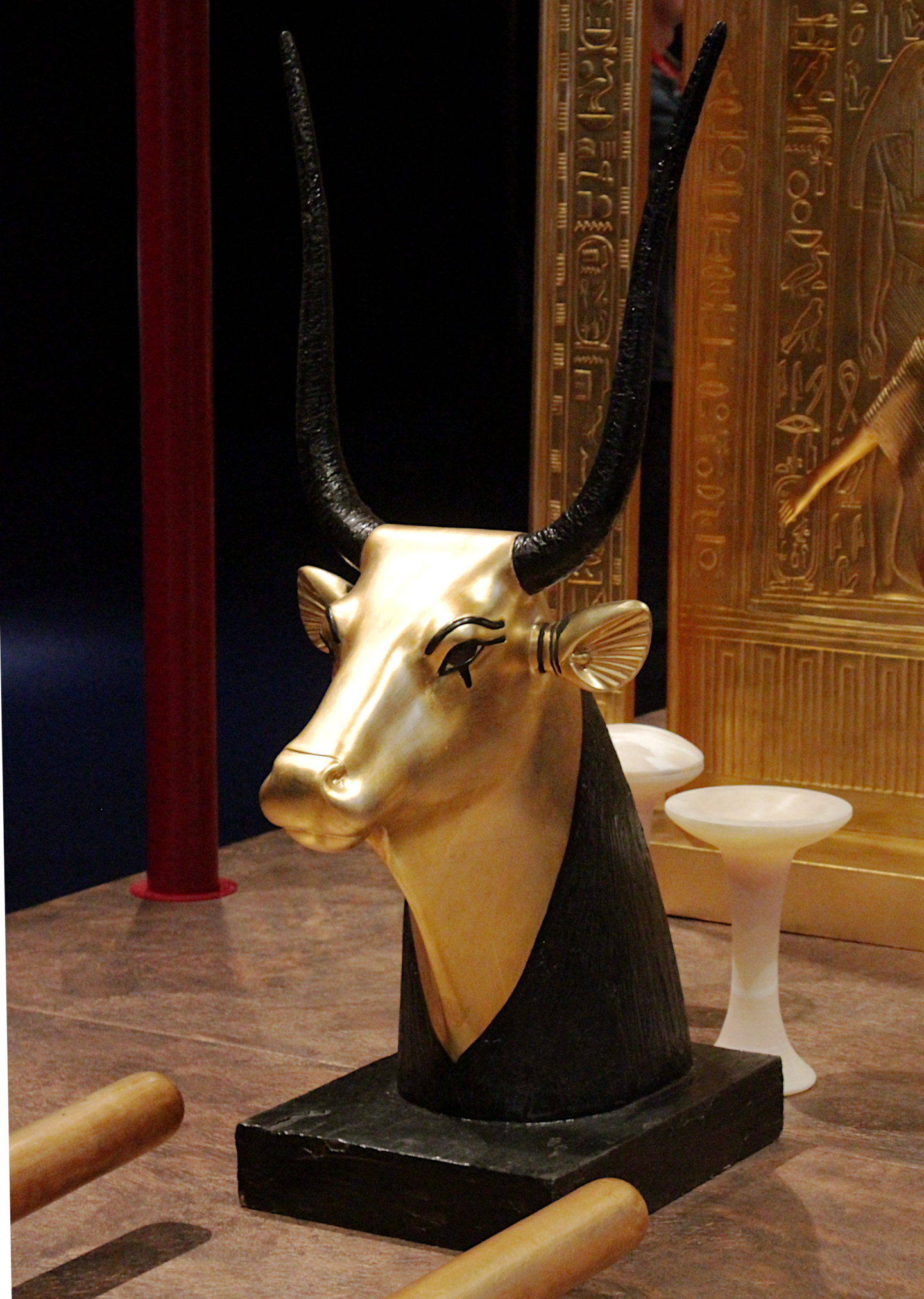
Tête de vache
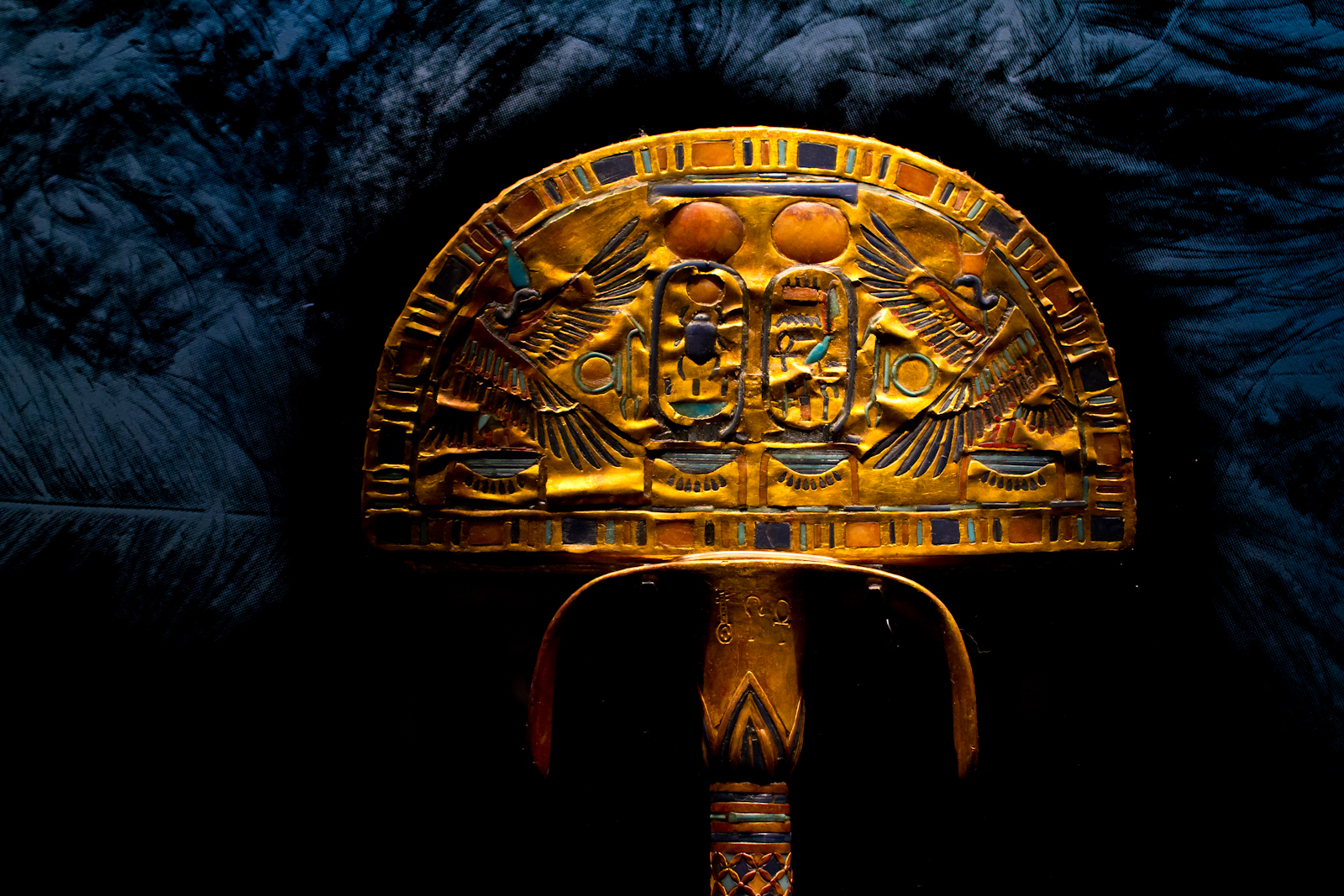
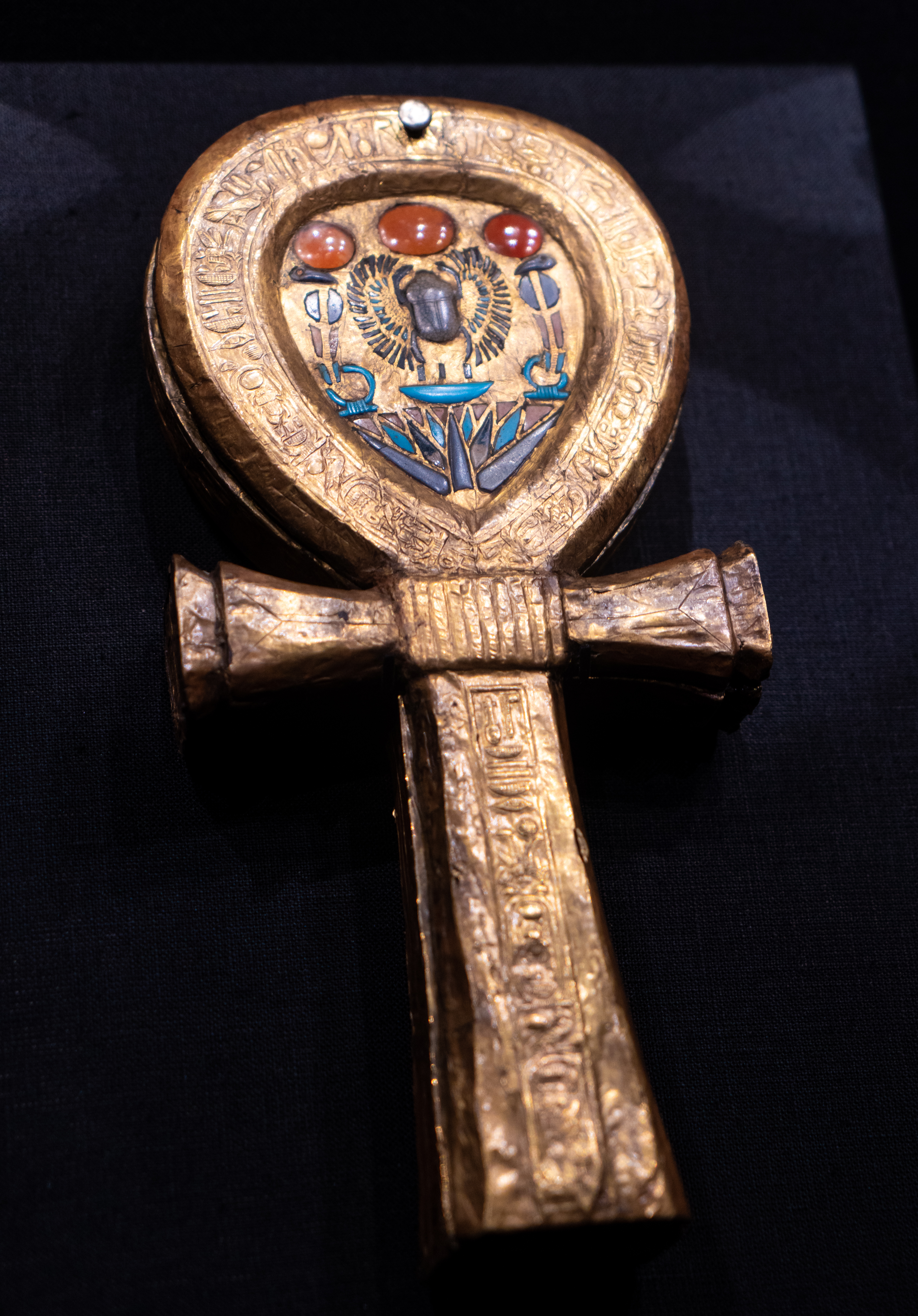
Amulette
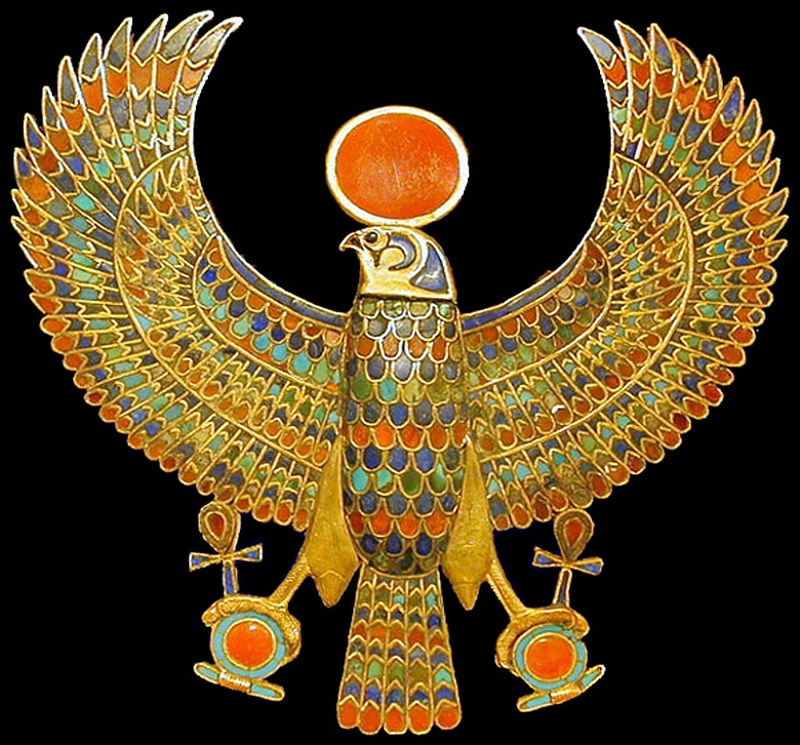
Faucon
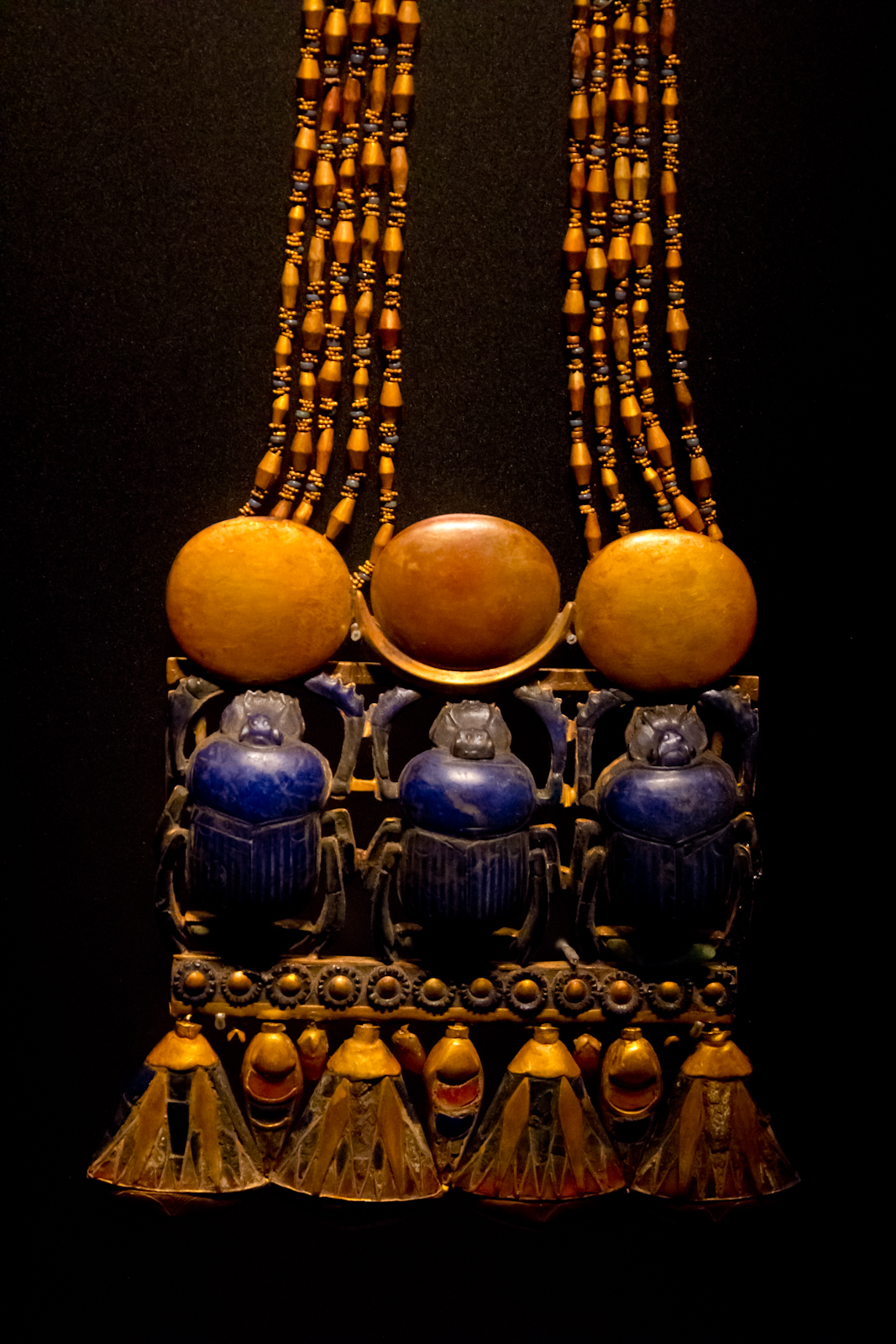
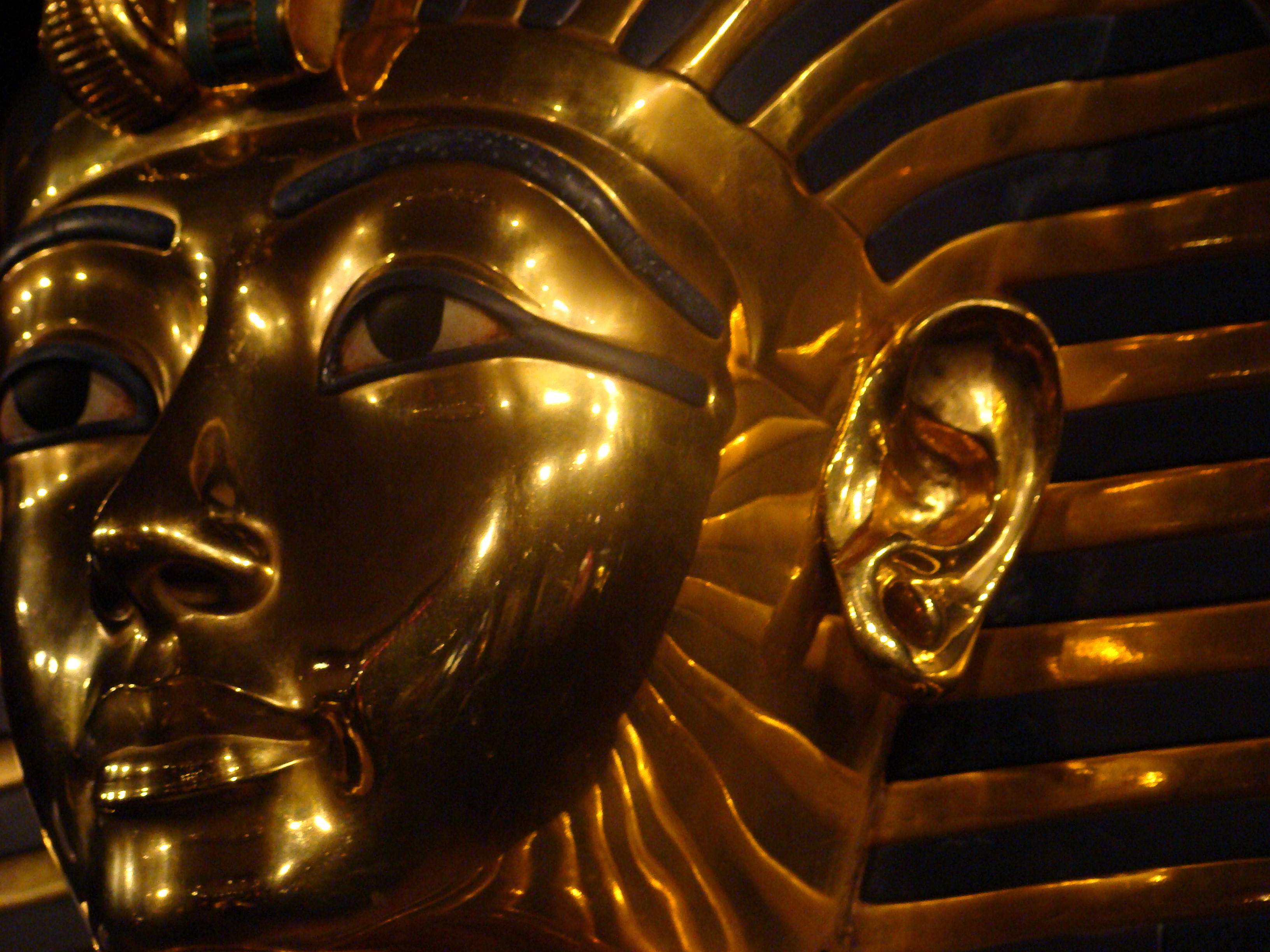
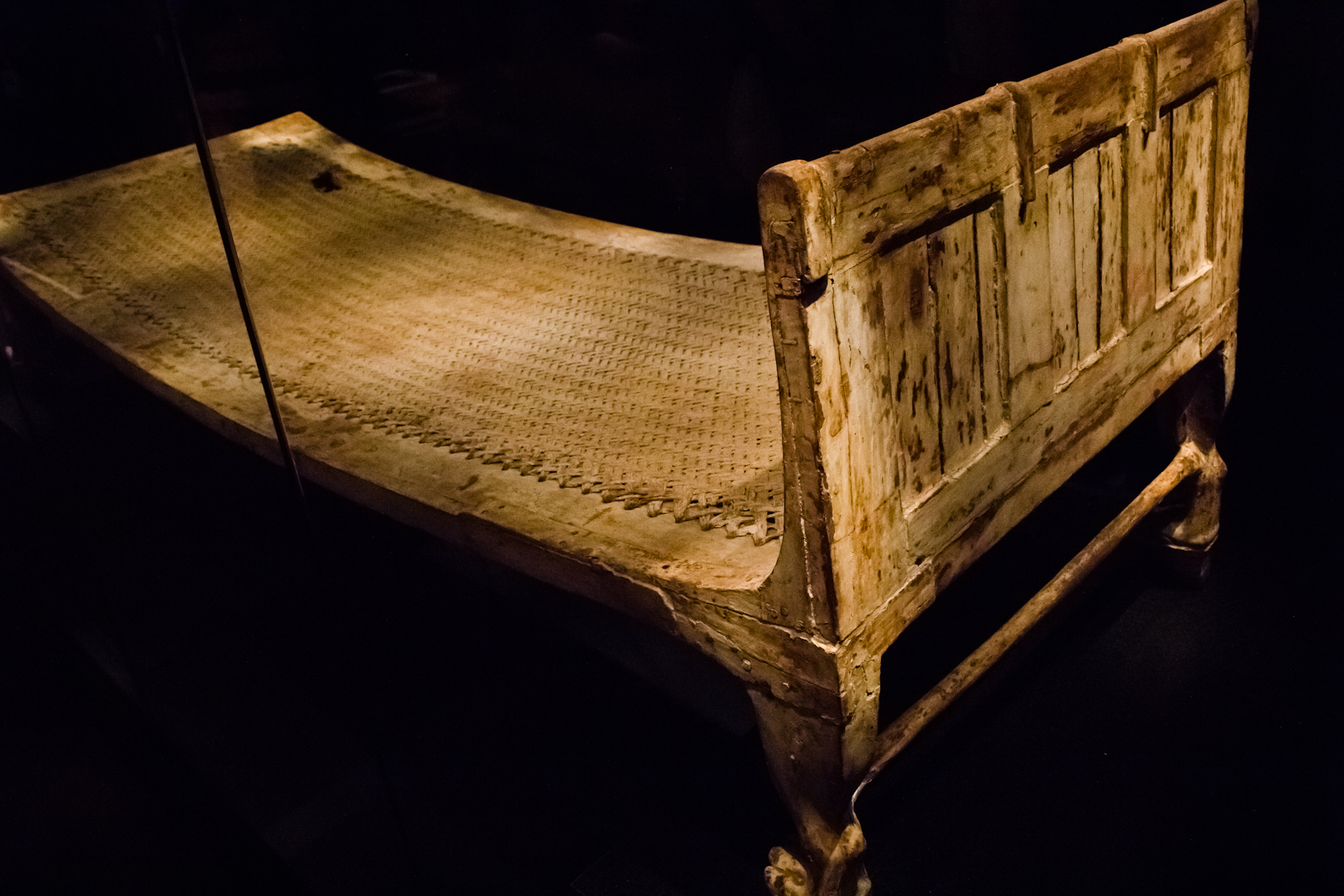
Lit
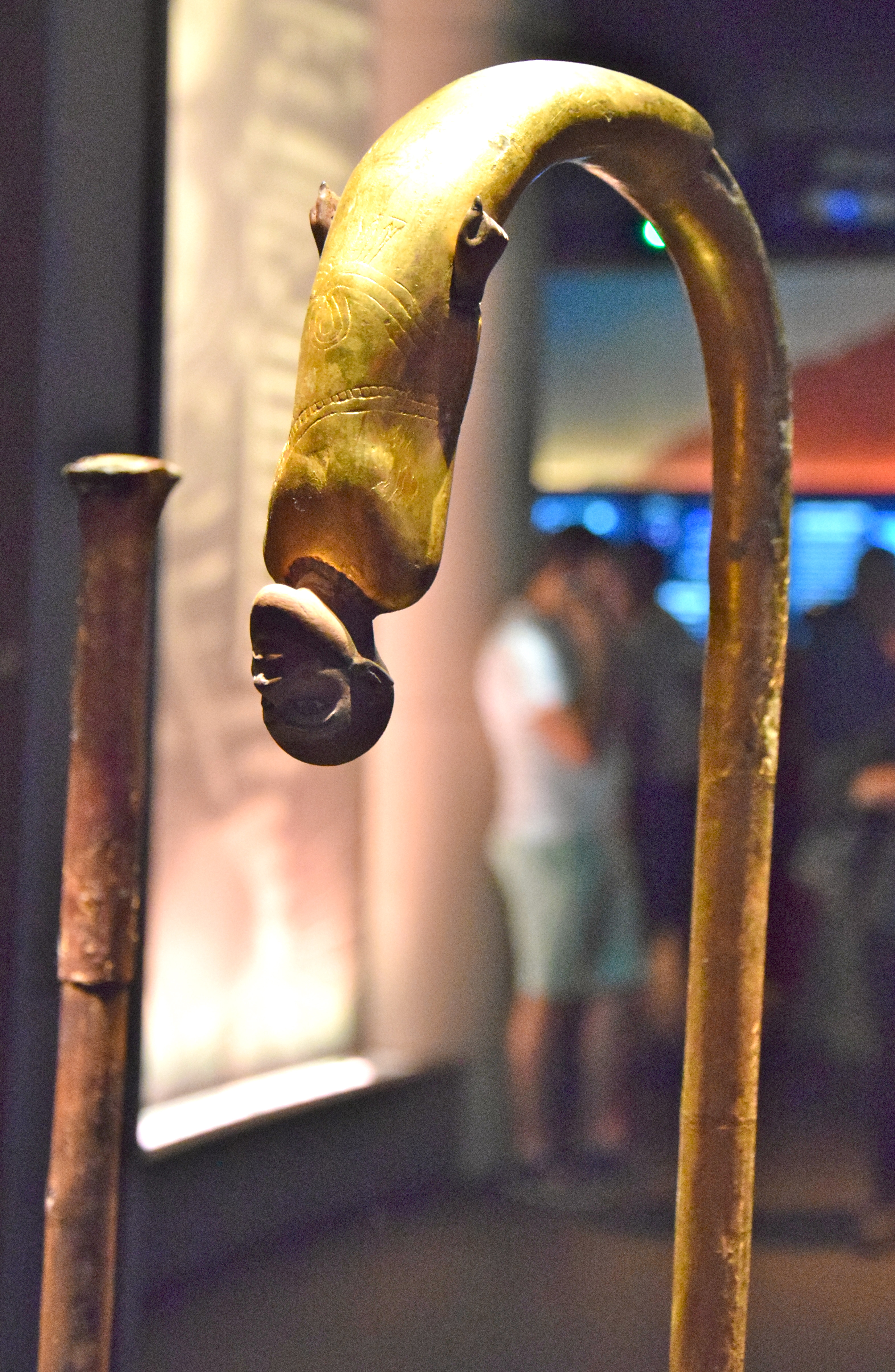
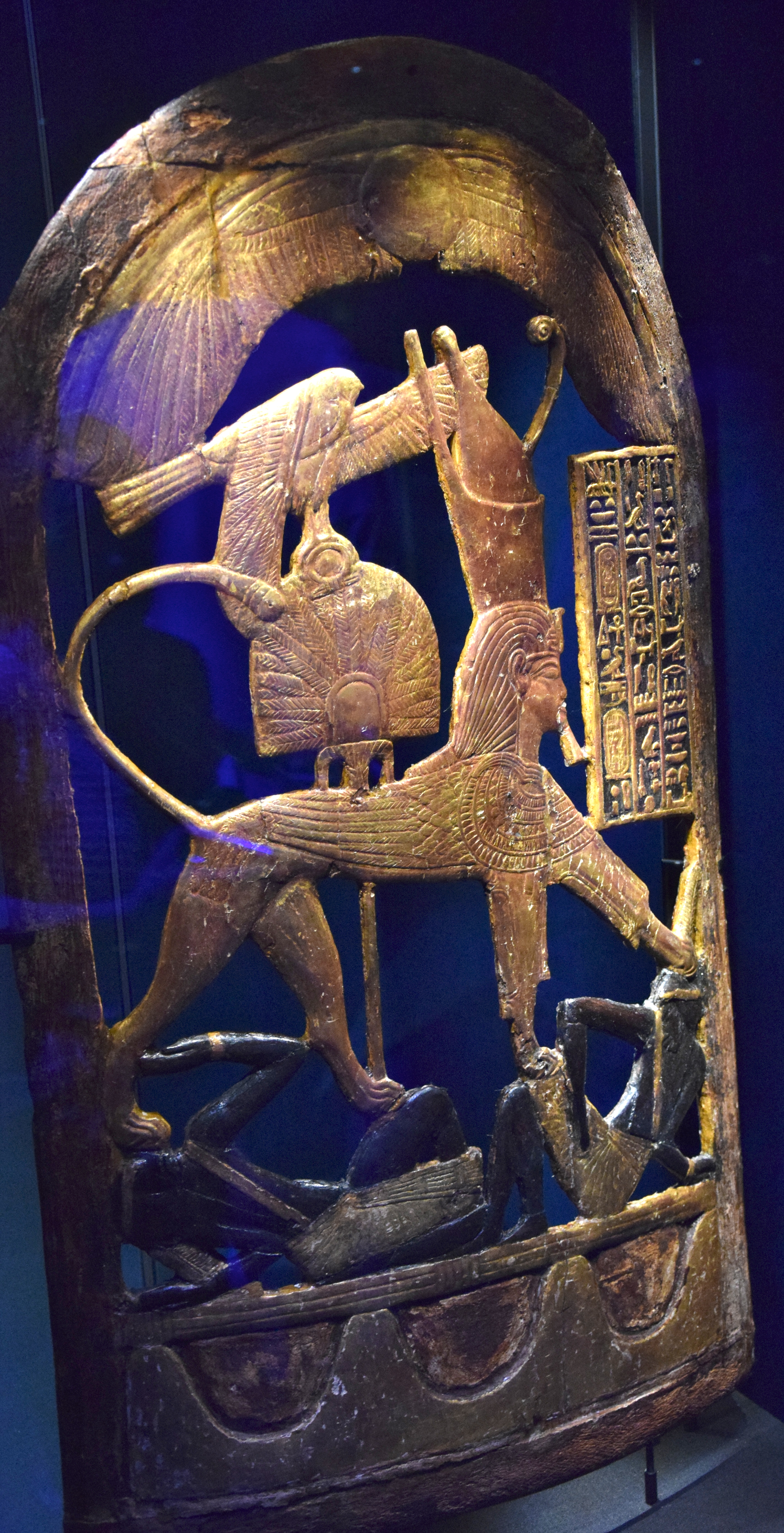
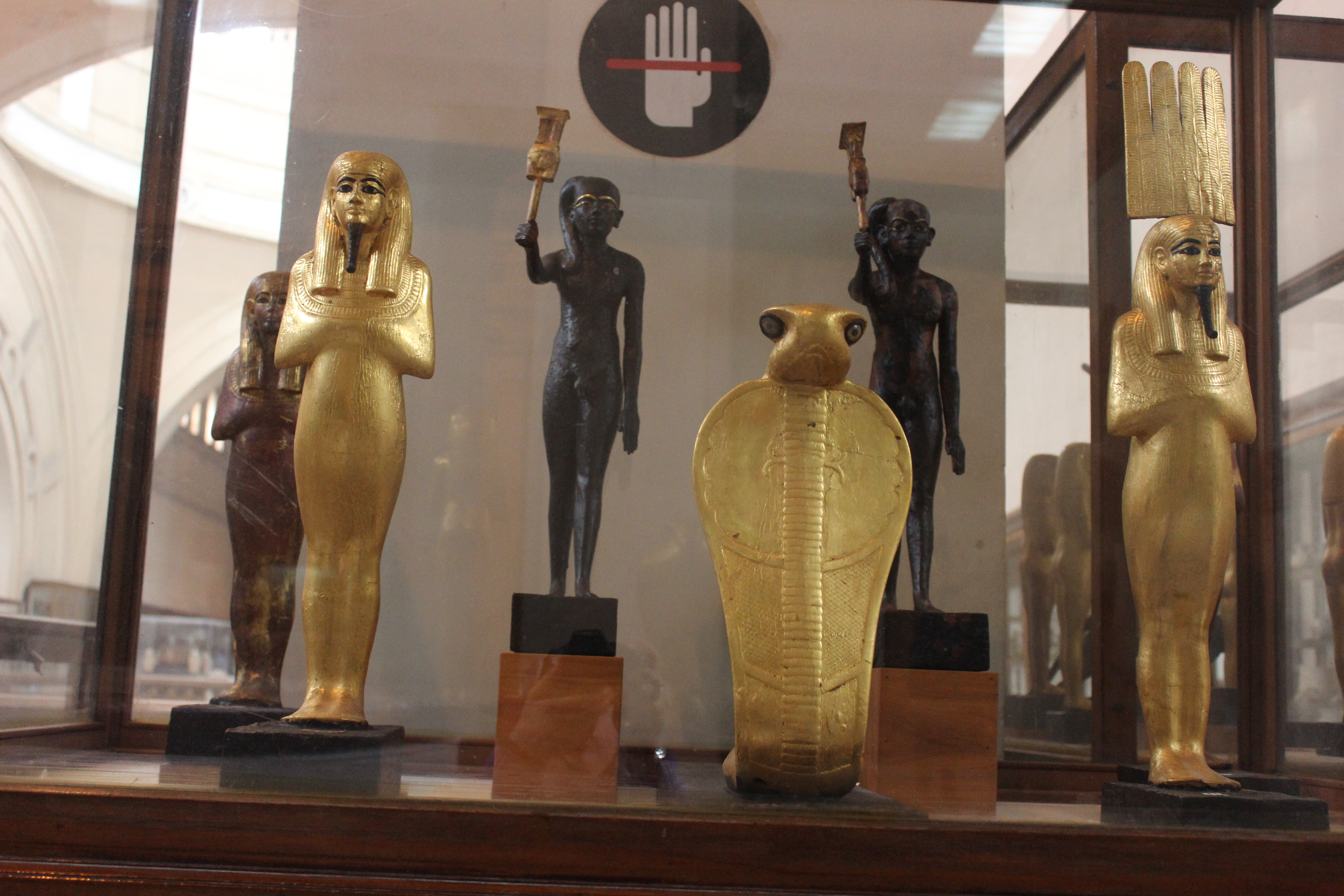